# Liste des monuments historiques de la Manche
Cet article recense les monuments historiques de la Manche, en France.

## Statistiques
Au 21 juillet 2025, la Manche compte 518 édifices comportant au moins une protection au titre des monuments historiques, dont 175 sont classés et 376 sont inscrits. Le total des monuments classés et inscrits est supérieur au nombre total de monuments protégés car plusieurs d'entre eux sont à la fois classés et inscrits.
Le graphique suivant résume le nombre de premières protections par décennie (ou par année avant 1880) :

## Liste
Cette liste ne mentionne ni les coordonnées ni les images des différents édifices. Ces informations sont contenues dans les listes par arrondissement.
| Monument | Commune                                               | Notice | Protection     | Date                             | Liste détaillée                  |
| --- | ----------------------------------------------------- | --- | -------------- | -------------------------------- | -------------------------------- |
| Ferme du château de Sainte-Marie | Agneaux                                               | « PA00110316 », notice no PA00110316 | Inscrit        | 2 avril 1946                     | Voir arrondissement de Saint-Lô  |
| Château de Sainte-Marie | Agneaux                                               | « PA00110316 », notice no PA00110316 | Inscrit        | 3 mai 1974                       | Voir arrondissement de Saint-Lô  |
| Manoir de Coutainville | Agon-Coutainville                                     | « PA00110317 », notice no PA00110317 | Inscrit        | 4 juin 1937                      | Voir arrondissement de Coutances |
| Manoir du Mesnil-Vitey | Airel                                                 | « PA00110318 », notice no PA00110318 | Inscrit        | 22 novembre 1949                 | Voir arrondissement de Saint-Lô  |
| Château d'Amfreville | Amfreville                                            | « PA00110319 », notice no PA00110319 | Inscrit        | 30 mars 1965                     | Voir arrondissement de Cherbourg |
| Maison d'Anneville | Anneville-en-Saire                                    | « PA00110320 », notice no PA00110320 | Inscrit        | 5 mai 1975                       | Voir arrondissement de Cherbourg |
| Château du Tourps | Anneville-en-Saire                                    | « PA50000034 », notice no PA50000034 | Inscrit        | 25 août 2005                     | Voir arrondissement de Cherbourg |
| Église Notre-Dame | Appeville                                             | « PA00110321 », notice no PA00110321 | Classé         | 24 octobre 1950                  | Voir arrondissement de Coutances |
| Château d'Auvers | Auvers                                                | « PA00110322 », notice no PA00110322 | Inscrit        | 2 novembre 1972                  | Voir arrondissement de Saint-Lô  |
| Église Saint-Étienne | Auvers                                                | « PA00110323 », notice no PA00110323 | Classé         | 21 mars 1994                     | Voir arrondissement de Saint-Lô  |
| Restes de l'ancienne église | Auxais                                                | « PA00110324 », notice no PA00110324 | Inscrit        | 11 juillet 1973                  | Voir arrondissement de Saint-Lô  |
| Ancienne abbaye de Moutons (galeries du cloître et puits) | Avranches                                             | « PA00110325 », notice no PA00110325 | Inscrit        | 24 octobre 1935                  | Voir arrondissement d'Avranches  |
| Maison des Trois Marchands | Avranches                                             | « PA00110328 », notice no PA00110328 | Inscrit        | 7 décembre 1970                  | Voir arrondissement d'Avranches  |
| Anciennes fortifications | Avranches                                             | « PA00110327 », notice no PA00110327 | Inscrit        | 14 mai 1937                      | Voir arrondissement d'Avranches  |
| Statue de Valhubert | Avranches                                             | « PA50000046 », notice no PA50000046 | Inscrit        | 18 août 2006                     | Voir arrondissement d'Avranches  |
| Le Doyenné | Avranches                                             | « PA50000045 », notice no PA50000045 | Classé         | 19 octobre 2007                  | Voir arrondissement d'Avranches  |
| Église Notre-Dame-des-Champs | Avranches                                             | « PA50000040 », notice no PA50000040 | Inscrit        | 16 février 2006                  | Voir arrondissement d'Avranches  |
| Basilique Saint-Gervais-Saint-Protais | Avranches                                             | « PA50000039 », notice no PA50000039 | Inscrit        | 16 février 2006                  | Voir arrondissement d'Avranches  |
| Portail de la chapelle Saint-Georges de Bouillé | Avranches                                             | « PA00110326 », notice no PA00110326 | Inscrit        | 14 mai 1937                      | Voir arrondissement d'Avranches  |
| Domaine de Chantore : parc, château, communs et ferme | Bacilly                                               | « PA50000094 », notice no PA50000094 | Inscrit        | 2 septembre 2021                 | Voir arrondissement d'Avranches  |
| Chapelle Notre-Dame de Montéglise | Barenton                                              | « PA00110646 », notice no PA00110646 | Inscrit        | 21 novembre 1989                 | Voir arrondissement d'Avranches  |
| Église Saint-Nicolas | Barfleur                                              | « PA00110330 », notice no PA00110330 | Inscrit        | 21 octobre 1988                  | Voir arrondissement de Cherbourg |
| Croix ancienne du cimetière | Barfleur                                              | « PA00110329 », notice no PA00110329 | Inscrit        | 21 octobre 1988                  | Voir arrondissement de Cherbourg |
| Église Saint-Germain de Barneville | Barneville-Carteret                                   | « PA00110331 », notice no PA00110331 | Classé         | 26 décembre 1906                 | Voir arrondissement de Cherbourg |
| Manoir de Graffard | Barneville-Carteret                                   | « PA00135505 », notice no PA00135505 | Inscrit        | 16 juin 1995                     | Voir arrondissement de Cherbourg |
| Vestiges de l'ancien corps de garde de Carteret | Barneville-Carteret                                   | « PA00135504 », notice no PA00135504 | Inscrit        | 24 novembre 1995                 | Voir arrondissement de Cherbourg |
| Église Saint-Ébremond | La Barre-de-Semilly                                   | « PA00110332 », notice no PA00110332 | Inscrit        | 2 août 1946                      | Voir arrondissement de Saint-Lô  |
| Clocher de l'église | Benoîtville                                           | « PA00110334 », notice no PA00110334 | Inscrit        | 24 janvier 1947                  | Voir arrondissement de Cherbourg |
| Château de Saint-Quentin-d'Elle (façades, toitures, escalier) | Bérigny                                               | « PA00110335 », notice no PA00110335 | Inscrit        | 4 mars 1975                      | Voir arrondissement de Saint-Lô  |
| Château de Saint-Quentin-d'Elle (façades et toitures du vieux manoir et des remises, chapelle, sol de l'ancien cimetière)                                                                                            | Bérigny                                               | « PA00110335 », notice no PA00110335 | Inscrit        | 18 mars 1993                     | Voir arrondissement de Saint-Lô  |
| Église Saint-Florent | Besneville                                            | « PA00125299 », notice no PA00125299 | Inscrit        | 6 septembre 1993                 | Voir arrondissement de Cherbourg |
| Chapelle Heuzebrocq | Beuvrigny                                             | « PA00110336 », notice no PA00110336 | Inscrit        | 28 août 2003                     | Voir arrondissement de Saint-Lô  |
| Chapelle Heuzebrocq (les trois fermes de la charpente de la nef et les sablières des sept travées) | Beuvrigny                                             | « PA00110336 », notice no PA00110336 | Classé         | 27 février 1959                  | Voir arrondissement de Saint-Lô  |
| Château de Plain-Marais (façades et toitures, douves avec leur pont et les balustres) | Beuzeville-la-Bastille                                | « PA00110338 », notice no PA00110338 | Inscrit        | 5 mai 1975                       | Voir arrondissement de Cherbourg |
| Château de Plain-Marais (jardin bastionné du château) | Beuzeville-la-Bastille                                | « PA00110338 », notice no PA00110338 | Inscrit        | 11 février 1998                  | Voir arrondissement de Cherbourg |
| Chapelle des Marins de Gonneville | Blainville-sur-Mer                                    | « PA50000031 », notice no PA50000031 | Inscrit        | 5 avril 2005                     | Voir arrondissement de Coutances |
| Église Saint-Jean-Baptiste | Bourgvallées (La Mancellière-sur-Vire)                | « PA50000033 », notice no PA50000033 | Inscrit        | 4 juillet 2005                   | Voir arrondissement de Saint-Lô  |
| Château de Vassy | Brécey                                                | « PA50000008 », notice no PA50000008 | Classé         | 8 septembre 2000                 | Voir arrondissement d'Avranches  |
| Ruines de l'église Saint-Martin de Saint-Martin-le-Vieux | Bréhal                                                | « PA00110340 », notice no PA00110340 | Inscrit        | 7 décembre 1970                  | Voir arrondissement de Coutances |
| Allée couverte | Bretteville-en-Saire                                  | « PA00110341 », notice no PA00110341 | Classé         | 1862                             | Voir arrondissement de Cherbourg |
| Église Notre-Dame | Bréville-sur-Mer                                      | « PA00110343 », notice no PA00110343 | Inscrit        | 11 juin 1986                     | Voir arrondissement de Coutances |
| Château de Bricquebec | Bricquebec-en-Cotentin (Bricquebec)                   | « PA00110344 », notice no PA00110344 | Classé         | 1840                             | Voir arrondissement de Cherbourg |
| Château des Galleries | Bricquebec-en-Cotentin (Bricquebec)                   | « PA00110345 », notice no PA00110345 | Inscrit        | 22 février 1958                  | Voir arrondissement de Cherbourg |
| Manoir de la Cour : façades et toitures | Bricquebec-en-Cotentin (Saint-Martin-le-Hébert)       | « PA00110592 », notice no PA00110592 | Classé         | 6 septembre 1954                 | Voir arrondissement de Cherbourg |
| Manoir de la Cour : intérieurs, cour d'honneur, douves et ponts, jardin, avenues | Bricquebec-en-Cotentin (Saint-Martin-le-Hébert)       | « PA00110592 », notice no PA00110592 | Inscrit        | 30 avril 1993                    | Voir arrondissement de Cherbourg |
| Grande maison (manoir et chapelle) | Bricquebosq                                           | « PA00110346 », notice no PA00110346 | Classé         | 5 octobre 1982                   | Voir arrondissement de Cherbourg |
| Grande maison (façades, toitures des communs, colombier et cheminée) | Bricquebosq                                           | « PA00110346 », notice no PA00110346 | Inscrit        | 5 octobre 1982                   | Voir arrondissement de Cherbourg |
| Clocher de l'église | Brillevast                                            | « PA00110347 », notice no PA00110347 | Classé         | 13 mars 1978                     | Voir arrondissement de Cherbourg |
| Colombier du manoir du Val | Brix                                                  | « PA00110348 », notice no PA00110348 | Inscrit        | 17 mars 1975                     | Voir arrondissement de Cherbourg |
| Église Saint-Hilaire | Brucheville                                           | « PA00110349 », notice no PA00110349 | Inscrit        | 15 juin 1954                     | Voir arrondissement de Cherbourg |
| Église Saint-Hilaire : clocher et travée | Brucheville                                           | « PA00110349 », notice no PA00110349 | Classé         | 15 juin 1954                     | Voir arrondissement de Cherbourg |
| Chaumières du château | Buais-Les-Monts (Saint-Symphorien-des-Monts),Lapenty  | « PA50000017 », notice no PA50000017 « PA50000014 », notice no PA50000014 | Inscrit        | 16 août 2000                     | Voir arrondissement d'Avranches  |
| Allée couverte des Cartesières | Buais-Les-Monts (Saint-Symphorien-des-Monts)          | « PA00110606 », notice no PA00110606 | Classé         | 5 décembre 1977                  | Voir arrondissement d'Avranches  |
| Manoir des Réaux | Cambernon                                             | « PA00110647 », notice no PA00110647 | Inscrit        | 11 septembre 1989                | Voir arrondissement de Coutances |
| Château de Canisy | Canisy                                                | « PA00110350 », notice no PA00110350 | Classé         | 8 septembre 1945                 | Voir arrondissement de Saint-Lô  |
| Château de Canisy : parc et dépendances | Canisy                                                | « PA00110350 », notice no PA00110350 | Inscrit        | 16 avril 1999                    | Voir arrondissement de Saint-Lô  |
| Château de Canisy : parc, dépendances, potager, ferme de Saint Gilles et ferme de la Mesnagerie, moulins de Canisy et de Saint-Gilles                                                                                | Canisy, Saint-Gilles                                  | « PA00110350 », notice no PA00110350 « PA50000010 », notice no PA50000010 | Inscrit        | 9 juin 2005                      | Voir arrondissement de Saint-Lô  |
| Château d'Olonde | Canville-la-Rocque                                    | « PA50000011 », notice no PA50000011 | Inscrit        | 29 novembre 2000                 | Voir arrondissement de Coutances |
| Château de Carantilly | Carantilly                                            | « PA00110351 », notice no PA00110351 | Classé         | 4 septembre 1978                 | Voir arrondissement de Saint-Lô  |
| Ferme et basse-cour du château : | Carantilly                                            | « PA00110351 », notice no PA00110351 | Inscrit        | 11 septembre 1986                | Voir arrondissement de Saint-Lô  |
| Presbytère | Carantilly                                            | « PA50000066 », notice no PA50000066 | Inscrit        | 15 juillet 2009                  | Voir arrondissement de Saint-Lô  |
| Église Notre-Dame | Carentan-les-Marais (Carentan)                        | « PA00110352 », notice no PA00110352 | Classé         | 1862                             | Voir arrondissement de Saint-Lô  |
| Arcades de la place de la République | Carentan-les-Marais (Carentan)                        | « PA00110355 », notice no PA00110355 | Inscrit        | 5 novembre 1927                  | Voir arrondissement de Saint-Lô  |
| Hôtel de Ponthergé (double porte Renaissance) | Carentan-les-Marais (Carentan)                        | « PA00110356 », notice no PA00110356 | Inscrit        | 5 novembre 1927                  | Voir arrondissement de Saint-Lô  |
| Maison du XVIIIe s., 47 r Holgate (façades et toitures, et 31 trumeaux peints en intérieur) | Carentan-les-Marais (Carentan)                        | « PA00110354 », notice no PA00110354 | Inscrit        | 28 décembre 1978                 | Voir arrondissement de Saint-Lô  |
| Ancienne loge maçonnique | Carentan-les-Marais (Carentan)                        | « PA00110353 », notice no PA00110353 | Inscrit        | 30 décembre 1983                 | Voir arrondissement de Saint-Lô  |
| Hôtel Hervieu-de-Pontlouis | Carentan-les-Marais (Carentan)                        | « PA00110655 », notice no PA00110655 | Inscrit        | 2 août 1990                      | Voir arrondissement de Saint-Lô  |
| Église | Carentan-les-Marais (Brévands)                        | « PA00110342 », notice no PA00110342 | Inscrit        | 13 juin 2002                     | Voir arrondissement de Saint-Lô  |
| Église (crypte) | Carentan-les-Marais (Brévands)                        | « PA00110342 », notice no PA00110342 | Classé         | 9 septembre 2002                 | Voir arrondissement de Saint-Lô  |
| Église Saint-Côme-et-Saint-Damien et cimetière | Carentan-les-Marais (Saint-Côme-du-Mont)              | « PA00110564 », notice no PA00110564 | Classé         | 18 mai 1946                      | Voir arrondissement de Saint-Lô  |
| Manoir de Haubourg | Carentan-les-Marais (Saint-Côme-du-Mont)              | « PA00110565 », notice no PA00110565 | Inscrit        | 27 mai 1986                      | Voir arrondissement de Saint-Lô  |
| Manoir de Rampan | Carentan-les-Marais (Saint-Côme-du-Mont)              | « PA00135512 », notice no PA00135512 | Inscrit        | 2 octobre 1995                   | Voir arrondissement de Saint-Lô  |
| Parc du château du Bel Esnault | Carentan-les-Marais (Saint-Côme-du-Mont)              | « PA50000072 », notice no PA50000072 | Inscrit        | 19 mai 2010                      | Voir arrondissement de Saint-Lô  |
| Manoir de Cantepie | Carentan-les-Marais (Les Veys)                        | « PA00110640 », notice no PA00110640 | Inscrit        | 26 août 1988                     | Voir arrondissement de Saint-Lô  |
| Ancien corps de garde de Beuzeville | Carentan-les-Marais (Les Veys)                        | « PA00110676 », notice no PA00110676 | Inscrit        | 14 septembre 1992                | Voir arrondissement de Saint-Lô  |
| Château : façades, toitures et intérieur | Carneville                                            | « PA00110357 », notice no PA00110357 | Classé         | 28 juillet 1975                  | Voir arrondissement de Cherbourg |
| Château : façades, toitures des communs et de la boulangerie | Carneville                                            | « PA00110357 », notice no PA00110357 | Inscrit        | 28 juillet 1975                  | Voir arrondissement de Cherbourg |
| Château de Franquetot et communs | Carquebut                                             | « PA00135506 », notice no PA00135506 | Inscrit        | 1er juin 1995                    | Voir arrondissement de Cherbourg |
| Château de la Mare | Cavigny                                               | « PA00110358 », notice no PA00110358 | Inscrit        | 14 mars 1944                     | Voir arrondissement de Saint-Lô  |
| Fours à chaux | Cavigny                                               | « PA00110660 », notice no PA00110660 | Inscrit        | 23 avril 1992                    | Voir arrondissement de Saint-Lô  |
| Église paroissiale Saint-Vigor, ancienne abbatiale | Cerisy-la-Forêt                                       | « PA00110359 », notice no PA00110359 | Classé         | 1840                             | Voir arrondissement de Saint-Lô  |
| Abbaye | Cerisy-la-Forêt                                       | « PA00110359 », notice no PA00110359 | Classé         | 17 octobre 1938                  | Voir arrondissement de Saint-Lô  |
| Château et ferme | Cerisy-la-Salle                                       | « PA00110360 », notice no PA00110360 | Classé         | 4 juillet 1995                   | Voir arrondissement de Coutances |
| Château : dépendances | Cerisy-la-Salle                                       | « PA00110360 », notice no PA00110360 | Inscrit        | 31 mai 1946                      | Voir arrondissement de Coutances |
| Château | Chanteloup                                            | « PA00110361 », notice no PA00110361 | Inscrit        | 16 mai 1929                      | Voir arrondissement de Coutances |
| Château (façades et toitures Renaissance, porte de la grande salle avec vantaux peints) | Chanteloup                                            | « PA00110361 », notice no PA00110361 | Classé         | 27 septembre 1975                | Voir arrondissement de Coutances |
| Manoir du Bois Adam | La Chapelle-Urée                                      | « PA50000009 », notice no PA50000009 | Inscrit        | 25 novembre 1998                 | Voir arrondissement d'Avranches  |
| Château de Chaulieu | Chaulieu                                              | « PA00110362 », notice no PA00110362 | Inscrit        | 25 juillet 1973                  | Voir arrondissement d'Avranches  |
| Église Notre-Dame du Vœu | Cherbourg-en-Cotentin (Cherbourg-Octeville)           | « PA50000041 », notice no PA50000041 | Inscrit        | 20 décembre 2006                 | Voir arrondissement de Cherbourg |
| Statue de Bricqueville | Cherbourg-en-Cotentin (Cherbourg-Octeville)           | « PA50000048 », notice no PA50000048 | Inscrit        | 18 août 2006                     | Voir arrondissement de Cherbourg |
| Statue de Napoléon Ier | Cherbourg-en-Cotentin (Cherbourg-Octeville)           | « PA50000049 », notice no PA50000049 | Classé         | 24 juillet 2008                  | Voir arrondissement de Cherbourg |
| Statue de Jean-François Millet | Cherbourg-en-Cotentin (Cherbourg-Octeville)           | « PA50000050 », notice no PA50000050 | Inscrit        | 18 août 2006                     | Voir arrondissement de Cherbourg |
| Basilique Sainte-Trinité | Cherbourg-en-Cotentin (Cherbourg-Octeville)           | « PA00110365 », notice no PA00110365 | Inscrit        | 14 mars 1944 2 septembre 2015    | Voir arrondissement de Cherbourg |
| abbaye Notre-Dame du Vœu : porte de l'ancienne abbatiale | Cherbourg-en-Cotentin (Cherbourg-Octeville)           | « PA00110366 », notice no PA00110366 | Classé         | 9 juillet 1909                   | Voir arrondissement de Cherbourg |
| Abbaye Notre-Dame du Vœu | Cherbourg-en-Cotentin (Cherbourg-Octeville)           | « PA00110364 », notice no PA00110364 | Classé         | 9 septembre 2002                 | Voir arrondissement de Cherbourg |
| Hôtel de l'ancienne douane | Cherbourg-en-Cotentin (Cherbourg-Octeville)           | « PA00110367 », notice no PA00110367 | Inscrit        | 16 février 1965                  | Voir arrondissement de Cherbourg |
| Jardin botanique de la Roche Fauconnière | Cherbourg-en-Cotentin (Cherbourg-Octeville)           | « PA00110368 », notice no PA00110368 | Inscrit        | 29 décembre 1978                 | Voir arrondissement de Cherbourg |
| Théâtre de Cherbourg | Cherbourg-en-Cotentin (Cherbourg-Octeville)           | « PA00110369 », notice no PA00110369 | Classé         | 28 décembre 1984                 | Voir arrondissement de Cherbourg |
| Gare transatlantique (Hall des trains, voie, façades et toitures du hall des transatlantiques, passerelles d'embarquement)                                                                                           | Cherbourg-en-Cotentin (Cherbourg-Octeville)           | « PA00110648 », notice no PA00110648 | Inscrit        | 27 décembre 1989                 | Voir arrondissement de Cherbourg |
| Gare transatlantique (hall des transatlantiques) | Cherbourg-en-Cotentin (Cherbourg-Octeville)           | « PA00110648 », notice no PA00110648 | Inscrit        | 16 août 2000                     | Voir arrondissement de Cherbourg |
| Batterie du fort du Roule | Cherbourg-en-Cotentin (Cherbourg-Octeville)           | « PA00135507 », notice no PA00135507 | Classé         | 23 février 1995                  | Voir arrondissement de Cherbourg |
| Rade de Cherbourg : fort de Chavagnac | Cherbourg-en-Cotentin (Cherbourg-Octeville)           | « PA50000096 », notice no PA50000096 | Inscrit        | 15 juillet 2021                  | Voir arrondissement de Cherbourg |
| Rade de Cherbourg : fort de Querqueville | Cherbourg-en-Cotentin (Cherbourg-Octeville)           | « PA50000095 », notice no PA50000095 | Inscrit        | 15 juillet 2021                  | Voir arrondissement de Cherbourg |
| Rade de Cherbourg : fort des Flamands et la digue de Collignon (île Pelée) | Cherbourg-en-Cotentin (Cherbourg-Octeville)           | « PA50000097 », notice no PA50000097 « PA50000098 », notice no PA50000098 « PA50000099 », notice no PA50000099                                                                           | Inscrit        | 15 juillet 2021                  | Voir arrondissement de Cherbourg |
| Rade de Cherbourg : Digue du Large, fort Central, fort de l'Ouest, fort de l'Est et digue de Querqueville | Cherbourg-en-Cotentin (Cherbourg-Octeville)           | « PA50000100 », notice no PA50000100 « PA50000101 », notice no PA50000101 « PA50000102 », notice no PA50000102 « PA50000103 », notice no PA50000103 « PA50000104 », notice no PA50000104 | Inscrit        | 15 juillet 2021                  | Voir arrondissement de Cherbourg |
| Hôtel Atlantique | Cherbourg-en-Cotentin (Cherbourg-Octeville)           | « PA50000019 », notice no PA50000019 | Inscrit        | 9 octobre 2001                   | Voir arrondissement de Cherbourg |
| Hôtel de ville | Cherbourg-en-Cotentin (Cherbourg-Octeville)           | « PA50000028 », notice no PA50000028 | Inscrit        | 3 août 2004                      | Voir arrondissement de Cherbourg |
| Église Saint-Martin d'Octeville | Cherbourg-en-Cotentin (Cherbourg-Octeville)           | « PA00110528 », notice no PA00110528 | Inscrit        | 17 avril 1943                    | Voir arrondissement de Cherbourg |
| Domaine Emmanuel-Liais | Cherbourg-en-Cotentin (Cherbourg-Octeville)           | « PA50000083 », notice no PA50000083 | Inscrit        | 2 septembre 2015                 | Voir arrondissement de Cherbourg |
| ancienne redoute du Thôt | Cherbourg-en-Cotentin (Cherbourg-Octeville)           | « PA00110670 », notice no PA00110670 | Inscrit        | 27 août 1992                     | Voir arrondissement de Cherbourg |
| Ancienne redoute des Couplets | Cherbourg-en-Cotentin (Cherbourg-Octeville)           | « PA00132688 », notice no PA00132688 | Inscrit        | 24 mars 1994                     | Voir arrondissement de Cherbourg |
| Site de Brécourt | Cherbourg-en-Cotentin (Cherbourg-Octeville)           | « PA00135509 », notice no PA00135509 | Classé         | 23 février 1995                  | Voir arrondissement de Cherbourg |
| Manoir de la Fieffe (La Glacerie) | Cherbourg-en-Cotentin                                 | « PA00110409 », notice no PA00110409 | Inscrit        | 15 juin 1977                     | Voir arrondissement de Cherbourg |
| Chapelle Saint-Germain | Cherbourg-en-Cotentin (Querqueville)                  | « PA00110550 », notice no PA00110550 | Classé         | 21 janvier 1850                  | Voir arrondissement de Cherbourg |
| Manoir de la Coquerie | Cherbourg-en-Cotentin (Querqueville)                  | « PA00110551 », notice no PA00110551 | Inscrit        | 18 avril 1973                    | Voir arrondissement de Cherbourg |
| Domaine du château | Cherbourg-en-Cotentin (Tourlaville)                   | « PA00110621 », notice no PA00110621 « PA00135712 », notice no PA00135712 | Classé         | 4 mars 1996                      | Voir arrondissement de Cherbourg |
| Manoir de Fontenay | Clitourps                                             | « PA00110657 », notice no PA00110657 | Inscrit        | 12 octobre 1990                  | Voir arrondissement de Cherbourg |
| Église Saint-Georges | Colomby                                               | « PA00110372 », notice no PA00110372 | Classé         | 16 mars 1966                     | Voir arrondissement de Cherbourg |
| Presbytère | Colomby                                               | « PA50000001 », notice no PA50000001 | Inscrit        | 18 novembre 1996                 | Voir arrondissement de Cherbourg |
| Ancien parc des évêques de Coutances (également sur Courcy et Saint-Pierre-de-Coutances) | Coutances, Courcy, Saint-Pierre-de-Coutances          | « PA00110381 », notice no PA00110381 « PA00110373 », notice no PA00110373 « PA00110595 », notice no PA00110595                                                                           | Inscrit        | 2 novembre 1988                  | Voir arrondissement de Coutances |
| Statue de Charles-François Lebrun | Coutances                                             | « PA50000051 », notice no PA50000051 | Inscrit        | 18 août 2006                     | Voir arrondissement de Coutances |
| Hôtel, 18 r. Quesnel Morinière | Coutances                                             | « PA00110649 », notice no PA00110649 | Inscrit        | 27 décembre 1989                 | Voir arrondissement de Coutances |
| Évêché | Coutances                                             | « PA00110379 », notice no PA00110379 | Inscrit        | 10 juin 2014                     | Voir arrondissement de Coutances |
| Aqueduc | Coutances                                             | « PA00110374 », notice no PA00110374 | Classé         | 1840                             | Voir arrondissement de Coutances |
| Chapelle du lycée Lebrun | Coutances                                             | « PA00110376 », notice no PA00110376 | Inscrit        | 19 décembre 1946                 | Voir arrondissement de Coutances |
| Cathédrale Notre-Dame | Coutances                                             | « PA00110375 », notice no PA00110375 | Classé         | 1862                             | Voir arrondissement de Coutances |
| Église Saint-Nicolas | Coutances                                             | « PA00110377 », notice no PA00110377 | Classé         | 11 juin 1946                     | Voir arrondissement de Coutances |
| Église Saint-Pierre | Coutances                                             | « PA00110378 », notice no PA00110378 | Classé         | 4 janvier 1901                   | Voir arrondissement de Coutances |
| Hôpital : chapelle Notre-Dame de la Victoire | Coutances                                             | « PA00110380 », notice no PA00110380 | Classé         | 24 mars 1949                     | Voir arrondissement de Coutances |
| Hôpital : salle des Religieuses | Coutances                                             | « PA00110380 », notice no PA00110380 | Inscrit        | 24 janvier 1947                  | Voir arrondissement de Coutances |
| Hôpital : bâtiment 13 et réfectoire | Coutances                                             | « PA00110380 », notice no PA00110380 | Classé         | 17 juin 1968                     | Voir arrondissement de Coutances |
| Hôpital : clocher de l'ancienne chapelle de l'Hôtel Dieu | Coutances                                             | « PA00110380 », notice no PA00110380 | Classé         | 18 octobre 1979                  | Voir arrondissement de Coutances |
| Ancienne sous-préfecture | Coutances                                             | « PA00110382 », notice no PA00110382 | Inscrit        | 8 mai 1973                       | Voir arrondissement de Coutances |
| Tourelle, rue Herbert | Coutances                                             | « PA00110384 », notice no PA00110384 | Inscrit        | 24 juin 1937                     | Voir arrondissement de Coutances |
| Tourelle d'escalier, rue du Pertuis-Trouard (détruite) | Coutances                                             | « PA00110385 », notice no PA00110385 | Inscrit        | 2 avril 1946                     | Voir arrondissement de Coutances |
| Tour, rue de la Poissonnerie (détruite) | Coutances                                             | « PA00110383 », notice no PA00110383 | Inscrit        | 14 mai 1937                      | Voir arrondissement de Coutances |
| Jardin public | Coutances                                             | « PA00110669 », notice no PA00110669 | Inscrit        | 20 novembre 1992                 | Voir arrondissement de Coutances |
| Hôtel Tanqueray de la Montbrière | Coutances                                             | « PA00110666 », notice no PA00110666 | Inscrit        | 21 juin 1992                     | Voir arrondissement de Coutances |
| Poissonnerie | Coutances                                             | « PA00110666 », notice no PA00110666 | Inscrit        | 20 septembre 2010                | Voir arrondissement de Coutances |
| Pavillon de Grenneville | Crasville                                             | « PA00132895 », notice no PA00132895 | Inscrit        | 26 octobre 1994                  | Voir arrondissement de Coutances |
| Château | Crosville-sur-Douve                                   | « PA00110389 », notice no PA00110389 | Classé         | 6 décembre 2000                  | Voir arrondissement de Cherbourg |
| Manoir de Saint-Ortaire | Le Dézert                                             | « PA50000027 », notice no PA50000027 | Inscrit        | 10 juin 2014                     | Voir arrondissement de Saint-Lô  |
| Château de l'Angotière | Domjean                                               | « PA00110391 », notice no PA00110391 | Classé         | 12 septembre 1969                | Voir arrondissement de Saint-Lô  |
| Ancien corps de garde | Doville                                               | « PA00110667 », notice no PA00110667 | Inscrit        | 1er mars 1992                    | Voir arrondissement de Coutances |
| Manoir de Potrel (salle d'honneur) | Dragey-Ronthon                                        | « PA00110392 », notice no PA00110392 | Inscrit        | 27 novembre 1933                 | Voir arrondissement d'Avranches  |
| Manoir de Potrel | Dragey-Ronthon                                        | « PA00110392 », notice no PA00110392 | Inscrit        | 31 octobre 1990                  | Voir arrondissement d'Avranches  |
| Église Saint-Médard | Dragey-Ronthon                                        | « PA00135508 », notice no PA00135508 | Inscrit        | 16 mars 1995                     | Voir arrondissement d'Avranches  |
| Château des Montgommery | Ducey-Les Chéris (Ducey)                              | « PA00110393 », notice no PA00110393 | Classé         | 20 janvier 1923                  | Voir arrondissement d'Avranches  |
| Petits pavillon et communs du château | Ducey-Les Chéris (Ducey)                              | « PA00110393 », notice no PA00110393 | Inscrit        | 14 juin 1990                     | Voir arrondissement d'Avranches  |
| Hangar à dirigeables | Écausseville                                          | « PA50000012 », notice no PA50000012 | Classé         | 7 janvier 2003                   | Voir arrondissement de Cherbourg |
| Calvaire | Éroudeville                                           | « PA00110395 », notice no PA00110395 | Inscrit        | 9 juillet 1927                   | Voir arrondissement de Cherbourg |
| Château | Étienville                                            | « PA00110396 », notice no PA00110396 | Inscrit        | 17 mars 1975                     | Voir arrondissement de Cherbourg |
| Église Saint-Georges | Étienville                                            | « PA00110397 », notice no PA00110397 | Inscrit        | 13 mars 1975                     | Voir arrondissement de Cherbourg |
| Presbytère | Étienville                                            | « PA00110398 », notice no PA00110398 | Inscrit        | 17 mars 1975                     | Voir arrondissement de Cherbourg |
| Manoir d'Inthéville | Fermanville                                           | « PA50000023 », notice no PA50000023 | Inscrit        | 31 octobre 2002                  | Voir arrondissement de Cherbourg |
| Stèle à Marie Ravenel | Fermanville                                           | « PA50000052 », notice no PA50000052 | Inscrit        | 18 août 2006                     | Voir arrondissement de Cherbourg |
| Phare du Cap Lévi | Fermanville                                           | « PA50000064 », notice no PA50000064 | Inscrit        | 11 mai 2009                      | Voir arrondissement de Cherbourg |
| Manoir du Bois | Feugères                                              | « PA50000081 », notice no PA50000081 | Inscrit        | 2 février 2012                   | Voir arrondissement de Coutances |
| La Pierre au Rey | Flamanville                                           | « PA00110401 », notice no PA00110401 | Classé         | 1862                             | Voir arrondissement de Cherbourg |
| Château de Flamanville | Flamanville                                           | « PA00110400 », notice no PA00110400 | Inscrit        | 6 janvier 1930                   | Voir arrondissement de Cherbourg |
| Camp du Castel | Flamanville                                           | « PA00110399 », notice no PA00110399 | Inscrit        | 23 décembre 1987                 | Voir arrondissement de Cherbourg |
| Église Saint-Clément | Flottemanville                                        | « PA00110402 », notice no PA00110402 | Inscrit        | 28 décembre 1978                 | Voir arrondissement de Cherbourg |
| Manoir de la Cour | Flottemanville                                        | « PA50000060 », notice no PA50000060 | Inscrit        | 22 décembre 2008                 | Voir arrondissement de Cherbourg |
| Château de Courcy : façades et toitures, jardins | Fontenay-sur-Mer                                      | « PA00110403 », notice no PA00110403 | Inscrit        | 22 février 1968                  | Voir arrondissement de Cherbourg |
| Château de Courcy : intérieur et extérieurs | Fontenay-sur-Mer                                      | « PA00110403 », notice no PA00110403 | Inscrit        | 15 février 1995                  | Voir arrondissement de Cherbourg |
| Château de Franqueville : façades et toitures des communs et de la chapelle | Fontenay-sur-Mer                                      | « PA00110404 », notice no PA00110404 | Inscrit        | 21 octobre 1970                  | Voir arrondissement de Cherbourg |
| Église Saint-Martin | Fresville                                             | « PA00132896 », notice no PA00132896 | Inscrit        | 13 juin 1994                     | Voir arrondissement de Cherbourg |
| Église : clocher | Gatteville-le-Phare                                   | « PA00110406 », notice no PA00110406 | Classé         | 24 juin 1975                     | Voir arrondissement de Cherbourg |
| Église | Gatteville-le-Phare                                   | « PA00110406 », notice no PA00110406 | Inscrit        | 24 juin 1975                     | Voir arrondissement de Cherbourg |
| Chapelle des Marins | Gatteville-le-Phare                                   | « PA00110405 », notice no PA00110405 | Inscrit        | 17 mars 1975                     | Voir arrondissement de Cherbourg |
| Manoir du Broc | Gatteville-le-Phare                                   | « PA50000013 », notice no PA50000013 | Inscrit        | 21 décembre 2000                 | Voir arrondissement de Cherbourg |
| Phare de Gatteville | Gatteville-le-Phare                                   | « PA50000065 », notice no PA50000065 | Classé         | 19 juin 2009                     | Voir arrondissement de Cherbourg |
| Sémaphore | Gatteville-le-Phare                                   | « PA50000065 », notice no PA50000065 | Inscrit        | 11 mai 2009                      | Voir arrondissement de Cherbourg |
| Tombelaine | Genêts                                                | « PA00110408 », notice no PA00110408 | Classé         | 9 octobre 1936                   | Voir arrondissement d'Avranches  |
| Église Notre-Dame et cimetière | Genêts                                                | « PA00110407 », notice no PA00110407 | Classé         | 13 juin 1959                     | Voir arrondissement d'Avranches  |
| Château de la Bretonnière | Golleville                                            | « PA50000067 », notice no PA50000067 | Inscrit        | 15 mars 2010                     | Voir arrondissement de Cherbourg |
| Manoir de la Cour | Gonfreville                                           | « PA00110410 », notice no PA00110410 | Inscrit        | 14 novembre 1977                 | Voir arrondissement de Coutances |
| Église | Gonneville-Le Theil (Gonneville)                      | « PA00110412 », notice no PA00110412 | Inscrit        | 16 mai 1972                      | Voir arrondissement de Cherbourg |
| Château | Gonneville-Le Theil (Gonneville)                      | « PA00110411 », notice no PA00110411 | Inscrit        | 27 septembre 1972                | Voir arrondissement de Cherbourg |
| Manoir de Camprond | Gorges                                                | « PA50000068 », notice no PA50000068 | Inscrit        | 11 septembre 2009                | Voir arrondissement de Coutances |
| Nouvelle église Saint-Michel | Graignes-Mesnil-Angot                                 | « PA50000032 », notice no PA50000032 | Inscrit        | 16 juin 2005                     | Voir arrondissement de Saint-Lô  |
| Château | Grandparigny (Parigny)                                | « PA00110532 », notice no PA00110532 | Inscrit        | 26 avril 1976                    | Voir arrondissement d'Avranches  |
| Église Saint-Martin | Grandparigny (Martigny)                               | « PA00110447 », notice no PA00110447 | Inscrit        | 6 décembre 1939                  | Voir arrondissement d'Avranches  |
| Église Notre-Dame-du-Cap-Lihou | Granville                                             | « PA00110418 », notice no PA00110418 | Classé         | 12 décembre 1930                 | Voir arrondissement d'Avranches  |
| Château de Grainville : peintures murales de la chapelle | Granville                                             | « PA00110415 », notice no PA00110415 | Classé         | 30 septembre 1957                | Voir arrondissement d'Avranches  |
| Château de Grainville : Façades, toitures, escalier intérieur, colombier | Granville                                             | « PA00110415 », notice no PA00110415 | Inscrit        | 28 avril 1980                    | Voir arrondissement d'Avranches  |
| Ancienne porte de ville de l'enceinte | Granville                                             | « PA00110421 », notice no PA00110421 | Classé         | 24 janvier 1931                  | Voir arrondissement d'Avranches  |
| Corps de garde de Saint-Pair | Granville                                             | « PA00110417 », notice no PA00110417 | Inscrit        | 27 février 1987                  | Voir arrondissement d'Avranches  |
| Enceinte de la haute ville | Granville                                             | « PA00110421 », notice no PA00110421 | Inscrit        | 26 octobre 2004                  | Voir arrondissement d'Avranches  |
| Manoir de Saint-Nicolas | Granville                                             | « PA00110420 », notice no PA00110420 | Inscrit        | 30 décembre 1986                 | Voir arrondissement d'Avranches  |
| Casernes du Roc | Granville                                             | « PA00110414 », notice no PA00110414 | Inscrit        | 18 février 1987                  | Voir arrondissement d'Avranches  |
| Four à rougir les boulets de la pointe du Roc | Granville                                             | « PA00110419 », notice no PA00110419 | Inscrit        | 27 février 1987                  | Voir arrondissement d'Avranches  |
| Corps de garde de la jetée | Granville                                             | « PA00110416 », notice no PA00110416 | Inscrit        | 17 avril 1987                    | Voir arrondissement d'Avranches  |
| Batterie du Roc | Granville                                             | « PA00132897 », notice no PA00132897 | Inscrit        | 13 juin 1994                     | Voir arrondissement d'Avranches  |
| Casino | Granville                                             | « PA00110661 », notice no PA00110661 | Inscrit        | 18 mai 1992                      | Voir arrondissement d'Avranches  |
| Forme de radoub du port | Granville                                             | « PA50000057 », notice no PA50000057 | Inscrit        | 28 mars 2008                     | Voir arrondissement d'Avranches  |
| Phare de Chausey | Granville                                             | « PA50000061 », notice no PA50000061 | Inscrit        | 11 mai 2009                      | Voir arrondissement d'Avranches  |
| Phare du cap Lihou | Granville                                             | « PA50000062 », notice no PA50000062 | Inscrit        | 11 mai 2009                      | Voir arrondissement d'Avranches  |
| Église Notre-Dame et cimetière | Gratot                                                | « PA00110423 », notice no PA00110423 | Inscrit        | 18 août 1949                     | Voir arrondissement de Coutances |
| Ruines du château | Gratot                                                | « PA00110422 », notice no PA00110422 | Classé         | 4 août 1970                      | Voir arrondissement de Coutances |
| Ermitage Saint-Gerbold | Gratot                                                | « PA00110668 », notice no PA00110668 | Classé         | 12 octobre 1995                  | Voir arrondissement de Coutances |
| Manoir de Lerre | Le Grippon                                            | « PA50000086 », notice no PA50000086 | Inscrit        | 22 décembre 2016                 | Voir arrondissement d'Avranches  |
| Manoir des Tourelles | Grosville                                             | « PA00110425 », notice no PA00110425 | Inscrit        | 17 mars 1975                     | Voir arrondissement de Cherbourg |
| Hague-Dick | La Hague (Beaumont-Hague,Digulleville)                | « PA00110333 », notice no PA00110333 « PA00110390 », notice no PA00110390 | Inscrit        | 10 mai 1988                      | Voir arrondissement de Cherbourg |
| Manoir de la Madeleine | La Hague (Beaumont-Hague)                             | « PA50000026 », notice no PA50000026 | Inscrit        | 3 novembre 2003                  | Voir arrondissement de Cherbourg |
| Phare de la Hague | La Hague (Auderville)                                 | « PA50000063 », notice no PA50000063 | Inscrit        | 11 mai 2009                      | Voir arrondissement de Cherbourg |
| Église Saint-Pierre (porche) | La Hague (Biville)                                    | « PA00110339 », notice no PA00110339 | Classé         | 12 septembre 1922                | Voir arrondissement de Cherbourg |
| Église Saint-Pierre | La Hague (Biville)                                    | « PA00110339 », notice no PA00110339 | Classé         | 21 décembre 1994                 | Voir arrondissement de Cherbourg |
| Église Sainte-Colombe | La Hague (Gréville-Hague)                             | « PA00110424 », notice no PA00110424 | Inscrit        | 2 mars 1971                      | Voir arrondissement de Cherbourg |
| Maison au Puits | La Hague (Gréville-Hague)                             | « PA00125300 », notice no PA00125300 | Inscrit        | 31 août 1993                     | Voir arrondissement de Cherbourg |
| Église Notre-Dame | La Hague (Jobourg)                                    | « PA00110436 », notice no PA00110436 | Classé         | 26 juin 1972                     | Voir arrondissement de Cherbourg |
| Église Saint-Germain | La Hague (Saint-Germain-des-Vaux)                     | « PA00110569 », notice no PA00110569 | Inscrit        | 18 décembre 1981                 | Voir arrondissement de Cherbourg |
| Église Saint-Jean-Baptiste | La Hague (Omonville-la-Rogue)                         | « PA00110529 », notice no PA00110529 | Classé         | 9 juin 1971                      | Voir arrondissement de Cherbourg |
| Manoir de Toutfresville | La Hague (Vasteville)                                 | « PA00110634 », notice no PA00110634 | Inscrit        | 11 juin 1980                     | Voir arrondissement de Cherbourg |
| Pierres pouquelées | La Hague (Vauville)                                   | « PA00110635 », notice no PA00110635 | Classé         | 28 janvier 1907                  | Voir arrondissement de Cherbourg |
| Manoir de Vauville | La Hague] (Vauville)                                  | « PA00110636 », notice no PA00110636 | Inscrit        | 5 mai 1972                       | Voir arrondissement de Cherbourg |
| Jardin botanique du château de Vauville | La Hague] (Vauville)                                  | « PA00110675 », notice no PA00110675 | Inscrit        | 20 novembre 1992                 | Voir arrondissement de Cherbourg |
| Chapelle du prieuré Saint-Hermel | La Hague] (Vauville)                                  | « PA00110637 », notice no PA00110637 | Inscrit        | 7 février 1975                   | Voir arrondissement de Cherbourg |
| Château de Nacqueville (porte à pont-levis) | La Hague] (Urville-Nacqueville)                       | « PA00110623 », notice no PA00110623 | Inscrit        | 16 mai 1944                      | Voir arrondissement de Cherbourg |
| Château de Nacqueville (façades, toitures et parc) | La Hague (Urville-Nacqueville)                        | « PA00110623 », notice no PA00110623 | Inscrit        | 20 novembre 1992                 | Voir arrondissement de Cherbourg |
| Manoir de Dur-Écu et pigeonnier | La Hague (Urville-Nacqueville)                        | « PA00110624 », notice no PA00110624 | Inscrit        | 30 décembre 1982                 | Voir arrondissement de Cherbourg |
| Église Saint-Pierre | Le Ham                                                | « PA00110426 », notice no PA00110426 | Inscrit        | 9 juillet 1927                   | Voir arrondissement de Cherbourg |
| Abbaye de Hambye : ruines de l'église | Hambye                                                | « PA00110427 », notice no PA00110427 | Classé         | 12 août 1902                     | Voir arrondissement de Coutances |
| Abbaye de Hambye : porterie et le logis abbatial | Hambye                                                | « PA00110427 », notice no PA00110427 | Classé         | 10 avril 1925                    | Voir arrondissement de Coutances |
| Abbaye de Hambye (Salle capitulaire, salle des morts, salles voûtées attenantes, cuisines, boulangerie, pressoir, étables)                                                                                           | Hambye                                                | « PA00110427 », notice no PA00110427 | Classé         | 16 mai 1925                      | Voir arrondissement de Coutances |
| Enclos abbatial de l'abbaye de Hambye | Hambye,Percy-en-Normandie (Percy)                     | « PA00110427 », notice no PA00110427 « PA00110678 », notice no PA00110678 | Classé         | 2 mai 1995                       | Voir arrondissement de Coutances |
| Restes du château de La Haye-du-Puits | La Haye (La Haye-du-Puits)                            | « PA00110428 », notice no PA00110428 | Classé         | 22 octobre 1939                  | Voir arrondissement de Coutances |
| Manoir | Héauville                                             | « PA00110429 », notice no PA00110429 | Inscrit        | 19 novembre 1976                 | Voir arrondissement de Cherbourg |
| Ancien prieuré (détruit) | Hocquigny                                             | « PA00110432 », notice no PA00110432 | Inscrit        | 9 janvier 1929                   | Voir arrondissement d'Avranches  |
| Clocher de l'église Saint-Martin des Biards | Isigny-le-Buat                                        | « PA00110434 », notice no PA00110434 | Inscrit        | 7 mars 1975                      | Voir arrondissement d'Avranches  |
| Logis de Montgothier | Isigny-le-Buat                                        | « PA00110435 », notice no PA00110435 | Inscrit        | 6 juin 1977                      | Voir arrondissement d'Avranches  |
| Colonie de vacances de la ville de Saint-Ouen | Jullouville                                           | « PA50000082 », notice no PA50000082 | Inscrit        | 9 décembre 2012                  | Voir arrondissement d'Avranches  |
| Église Saint-Martin | La Lande-d'Airou                                      | « PA00110437 », notice no PA00110437 | Classé         | 30 décembre 1987                 | Voir arrondissement de Saint-Lô  |
| Ferme de la Basse-Cour (domaine du château de Saint-Symphorien-des-Monts) | Lapenty                                               | « PA50000017 », notice no PA50000017 | Inscrit        | 9 juin 2005                      | Voir arrondissement d'Avranches  |
| Abbaye de Lessay : église | Lessay                                                | « PA00110438 », notice no PA00110438 | Classé         | 1840                             | Voir arrondissement de Coutances |
| Abbaye de Lessay : façades et toitures des bâtiments conventuels | Lessay                                                | « PA00110438 », notice no PA00110438 | Classé         | 19 octobre 1946                  | Voir arrondissement de Coutances |
| Ruines de la chapelle Saint-Michel | Lestre                                                | « PA00110439 », notice no PA00110439 | Classé         | 1862                             | Voir arrondissement de Cherbourg |
| Château de Tourville | Lestre                                                | « PA50000053 », notice no PA50000053 | Inscrit        | 13 septembre 2006                | Voir arrondissement de Cherbourg |
| Château de la Chaize | Les Loges-Marchis                                     | « PA00110440 », notice no PA00110440 | Inscrit        | 28 février 1978                  | Voir arrondissement d'Avranches  |
| Pigeonnier du château | Longueville                                           | « PA00110441 », notice no PA00110441 | Inscrit        | 7 avril 1975                     | Voir arrondissement de Coutances |
| Abbaye de La Lucerne : vestiges (église, cloître, aumônerie, entrée du XVIIIe s., aqueduc) | La Lucerne-d'Outremer                                 | « PA00110442 », notice no PA00110442 | Classé         | 28 février 1928                  | Voir arrondissement d'Avranches  |
| Abbaye de La Lucerne : Sol, cloître, ruines du colombier, gisants | La Lucerne-d'Outremer                                 | « PA00110442 », notice no PA00110442 | Classé         | 30 septembre 1959                | Voir arrondissement d'Avranches  |
| Abbaye de La Lucerne : Logis abbatial | La Lucerne-d'Outremer                                 | « PA00110442 », notice no PA00110442 | Classé         | 29 février 1964                  | Voir arrondissement d'Avranches  |
| Abbaye de La Lucerne : Ferme, granges à dîmes et maison des cygnes | La Lucerne-d'Outremer                                 | « PA00110442 », notice no PA00110442 | Inscrit        | 6 novembre 1986                  | Voir arrondissement d'Avranches  |
| Église | Magneville                                            | « PA00110443 », notice no PA00110443 | Inscrit        | 19 décembre 1985                 | Voir arrondissement de Cherbourg |
| Église Saint-Manvieu | Marchésieux                                           | « PA00110444 », notice no PA00110444 | Inscrit        | 14 octobre 1946                  | Voir arrondissement de Coutances |
| Peintures murales de l'église Saint-Manvieu | Marchésieux                                           | « PA00110444 », notice no PA00110444 | Classé         | 15 septembre 1953                | Voir arrondissement de Coutances |
| Maison des marais | Marchésieux                                           | « PA50000073 », notice no PA50000073 | Inscrit        | 8 avril 2011                     | Voir arrondissement de Coutances |
| Manoir de la Cour | Marcilly                                              | « PA00110445 », notice no PA00110445 | Inscrit        | 31 juillet 1979                  | Voir arrondissement d'Avranches  |
| Motte castrale | Marigny-le-Lozon (Marigny)                            | « PA00110446 », notice no PA00110446 | Inscrit        | 3 août 1984                      | Voir arrondissement de Saint-Lô  |
| Manoir d'Hubertant | Marigny-le-Lozon (Lozon)                              | « PA50000024 », notice no PA50000024 | Inscrit        | 26 mars 2002                     | Voir arrondissement de Saint-Lô  |
| Église Notre-Dame | Martinvast                                            | « PA00110449 », notice no PA00110449 | Classé         | 4 avril 1906                     | Voir arrondissement de Cherbourg |
| Château de Beaurepaire | Martinvast                                            | « PA00110448 », notice no PA00110448 | Inscrit        | 27 avril 1976                    | Voir arrondissement de Cherbourg |
| Domaine de Beaurepaire : bâtiments, obélisque, moulin à vent, murs d'enceinte, parc | Martinvast                                            | « PA00110448 », notice no PA00110448 | Inscrit        | 28 décembre 1992                 | Voir arrondissement de Cherbourg |
| Menhir de la Grande Pierre | Maupertus-sur-Mer                                     | « PA00110451 », notice no PA00110451 | Classé         | 1887                             | Voir arrondissement de Cherbourg |
| Manoir de Maupertus | Maupertus-sur-Mer                                     | « PA00110450 », notice no PA00110450 | Inscrit        | 30 mai 1978                      | Voir arrondissement de Cherbourg |
| Fours à chaux de la Roque-Genêts | La Meauffe                                            | « PA00110671 », notice no PA00110671 | Inscrit        | 6 juillet 1992                   | Voir arrondissement de Saint-Lô  |
| Manoir de Donville | Méautis                                               | « PA50000074 », notice no PA50000074 | Inscrit        | 23 février 2011                  | Voir arrondissement de Saint-Lô  |
| Église Saint-Pierre | Le Mesnil-Aubert                                      | « PA00110650 », notice no PA00110650 | Inscrit        | 9 juillet 1990                   | Voir arrondissement de Coutances |
| Manoir de Barville | Le Mesnil-au-Val                                      | « PA00110452 », notice no PA00110452 | Classé         | 10 février 1987                  | Voir arrondissement de Cherbourg |
| Château de la Faucherie | Le Mesnillard                                         | « PA00110651 », notice no PA00110651 | Classé         | 27 décembre 1989                 | Voir arrondissement d'Avranches  |
| Église Saint-Martin | La Meurdraquière                                      | « PA50000036 », notice no PA50000036 | Inscrit        | 24 août 2005                     | Voir arrondissement de Coutances |
| Manoir de la Champagne : portail | Millières                                             | « PA00135510 », notice no PA00135510 | Inscrit        | 6 février 1995                   | Voir arrondissement de Coutances |
| Autel des druides | Les Moitiers-d'Allonne                                | « PA00110454 », notice no PA00110454 | Classé         | 8 janvier 1906                   | Voir arrondissement de Cherbourg |
| Église Saint-Martin et enclos paroissial | Montaigu-la-Brisette                                  | « PA00110455 », notice no PA00110455 | Inscrit        | 23 janvier 1970                  | Voir arrondissement de Cherbourg |
| Église Saint-Martin | Montaigu-les-Bois                                     | « PA00110456 », notice no PA00110456 | Inscrit        | 25 septembre 1985                | Voir arrondissement de Coutances |
| Église Saint-Georges de L'Orbehaye | Montaigu-les-Bois                                     | « PA00110457 », notice no PA00110457 | Inscrit        | 25 septembre 1985                | Voir arrondissement de Coutances |
| Jardin de la maison de Montcuit | Montcuit                                              | « PA50000058 », notice no PA50000058 | Inscrit        | 28 mars 2008                     | Voir arrondissement de Coutances |
| Statue de Jeanne d'Arc | Montebourg                                            | « PA50000054 », notice no PA50000054 | Inscrit        | 18 août 2006                     | Voir arrondissement de Cherbourg |
| Église Saint-Jacques | Montebourg                                            | « PA00110459 », notice no PA00110459 | Inscrit        | 18 mai 1925                      | Voir arrondissement de Cherbourg |
| Église Notre-Dame | Montfarville                                          | « PA00132898 », notice no PA00132898 | Inscrit        | 21 décembre 1994                 | Voir arrondissement de Cherbourg |
| Fours à chaux des Gravelets | Montmartin-sur-Mer                                    | « PA50000002 », notice no PA50000002 | Inscrit        | 5 mars 1996                      | Voir arrondissement de Coutances |
| Four à chaux de l'Épine au Page | Montmartin-sur-Mer                                    | « PA00110663 », notice no PA00110663 | Inscrit        | 23 avril 1992                    | Voir arrondissement de Coutances |
| Four à chaux de la Société | Montmartin-sur-Mer                                    | « PA00110662 », notice no PA00110662 | Inscrit        | 22 mai 1989                      | Voir arrondissement de Coutances |
| Abbaye du Mont-Saint-Michel | Le Mont-Saint-Michel                                  | « PA00110460 », notice no PA00110460 | Classé         | 1862                             | Voir arrondissement d'Avranches  |
| Presbytère | Le Mont-Saint-Michel                                  | « PA00110512 », notice no PA00110512 | Inscrit        | 8 décembre 1981                  | Voir arrondissement d'Avranches  |
| Fortifications | Le Mont-Saint-Michel                                  | « PA00110514 », notice no PA00110514 | Classé         | 1875                             | Voir arrondissement d'Avranches  |
| Maison des Trois Étoiles | Le Mont-Saint-Michel                                  | « PA00110505 », notice no PA00110505 | Classé         | 6 septembre 1928                 | Voir arrondissement d'Avranches  |
| Maison du Pigeon Blanc | Le Mont-Saint-Michel                                  | « PA00110499 », notice no PA00110499 | Classé         | 6 septembre 1928                 | Voir arrondissement d'Avranches  |
| Logis Saint-Aubert (façades et toitures) | Le Mont-Saint-Michel                                  | « PA00110495 », notice no PA00110495 | Classé         | 6 septembre 1928                 | Voir arrondissement d'Avranches  |
| Logis Saint-Symphorien (restes des enceintes primitives) | Le Mont-Saint-Michel                                  | « PA00110496 », notice no PA00110496 | Classé         | 14 juin 1909                     | Voir arrondissement d'Avranches  |
| Logis Saint-Symphorien (façades et toitures) | Le Mont-Saint-Michel                                  | « PA00110496 », notice no PA00110496 | Classé         | 6 septembre 1928                 | Voir arrondissement d'Avranches  |
| Ancienne hôtellerie du Dauphin | Le Mont-Saint-Michel                                  | « PA00110493 », notice no PA00110493 | Classé         | 6 septembre 1928                 | Voir arrondissement d'Avranches  |
| Vieux Logis | Le Mont-Saint-Michel                                  | « PA00110485 », notice no PA00110485 | Classé         | 6 septembre 1928                 | Voir arrondissement d'Avranches  |
| Maison du Pot de Cuivre | Le Mont-Saint-Michel                                  | « PA00110503 », notice no PA00110503 | Classé         | 19 décembre 1928                 | Voir arrondissement d'Avranches  |
| Maison de la Coquille | Le Mont-Saint-Michel                                  | « PA00110491 », notice no PA00110491 | Classé         | 21 juillet 1949                  | Voir arrondissement d'Avranches  |
| Maison Les Terrasses | Le Mont-Saint-Michel                                  | « PA00110504 », notice no PA00110504 | Inscrit        | 12 octobre 1932                  | Voir arrondissement d'Avranches  |
| Passage sous la Vieille Auberge | Le Mont-Saint-Michel                                  | « PA00110511 », notice no PA00110511 | Classé         | 12 août 1936                     | Voir arrondissement d'Avranches  |
| Maison Lacorne | Le Mont-Saint-Michel                                  | « PA00110494 », notice no PA00110494 | Classé         | 12 août 1936                     | Voir arrondissement d'Avranches  |
| Maison Piquerel (dépendance de l'Hôtel de la Confiance) | Le Mont-Saint-Michel                                  | « PA00110501 », notice no PA00110501 | Classé         | 29 novembre 1948                 | Voir arrondissement d'Avranches  |
| Maison Piquerel | Le Mont-Saint-Michel                                  | « PA00110500 », notice no PA00110500 | Classé         | 3 septembre 1934                 | Voir arrondissement d'Avranches  |
| Maison Verte | Le Mont-Saint-Michel                                  | « PA00110508 », notice no PA00110508 | Classé         | 4 avril 1938                     | Voir arrondissement d'Avranches  |
| Maison du Moyen Âge (chapelle saint-Sébastien) | Le Mont-Saint-Michel                                  | « PA00110498 », notice no PA00110498 | Classé         | 6 septembre 1928                 | Voir arrondissement d'Avranches  |
| Maison de l'Esperon | Le Mont-Saint-Michel                                  | « PA00110492 », notice no PA00110492 | Classé         | 1er mars 1928                    | Voir arrondissement d'Avranches  |
| Vieux murs et jardins Saint-Symphorien | Le Mont-Saint-Michel                                  | « PA00110510 », notice no PA00110510 | Classé         | 6 septembre 1928                 | Voir arrondissement d'Avranches  |
| Vieux murs et jardins Saint-Aubert | Le Mont-Saint-Michel                                  | « PA00110509 », notice no PA00110509 | Classé         | 6 septembre 1928                 | Voir arrondissement d'Avranches  |
| Vieux murs et jardin du Dauphin | Le Mont-Saint-Michel                                  | « PA00110479 », notice no PA00110479 | Classé         | 6 septembre 1928                 | Voir arrondissement d'Avranches  |
| Terrasses et jardins de La Croix de Jérusalem | Le Mont-Saint-Michel                                  | « PA00110518 », notice no PA00110518 | Classé         | 6 septembre 1928                 | Voir arrondissement d'Avranches  |
| Salle Jeanne d'Arc | Le Mont-Saint-Michel                                  | « PA00110516 », notice no PA00110516 | Classé         | 12 août 1936                     | Voir arrondissement d'Avranches  |
| École communale | Le Mont-Saint-Michel                                  | « PA00110507 », notice no PA00110507 | Classé         | 25 janvier 1934                  | Voir arrondissement d'Avranches  |
| Logis Tiphaine de Raguenel | Le Mont-Saint-Michel                                  | « PA00110497 », notice no PA00110497 | Inscrit        | 1er mars 1928                    | Voir arrondissement d'Avranches  |
| Maison de la Truie qui File | Le Mont-Saint-Michel                                  | « PA00110506 », notice no PA00110506 | Classé         | 5 février 1908                   | Voir arrondissement d'Avranches  |
| Villa Saint-Michel (façades, toitures et jardins) | Le Mont-Saint-Michel                                  | « PA00110520 », notice no PA00110520 | Classé         | 12 août 1936                     | Voir arrondissement d'Avranches  |
| Villa Bellevue | Le Mont-Saint-Michel                                  | « PA00110519 », notice no PA00110519 | Classé         | 12 septembre 1931                | Voir arrondissement d'Avranches  |
| Maisons Ponceau et Eudes | Le Mont-Saint-Michel                                  | « PA00110503 », notice no PA00110503 | Inscrit        | 1er mars 1928                    | Voir arrondissement d'Avranches  |
| Propriété de l'Hermitage | Le Mont-Saint-Michel                                  | « PA00110513 », notice no PA00110513 | Classé         | 6 août 1937                      | Voir arrondissement d'Avranches  |
| Réservoirs d'eau près de la Maison Blanche | Le Mont-Saint-Michel                                  | « PA00110515 », notice no PA00110515 | Classé         | 13 février 1929                  | Voir arrondissement d'Avranches  |
| Terrasse de la Maison Rouge | Le Mont-Saint-Michel                                  | « PA00110517 », notice no PA00110517 | Classé         | 4 avril 1938                     | Voir arrondissement d'Avranches  |
| Château de Franquetot | Montsenelle (Coigny)                                  | « PA00110370 », notice no PA00110370 | Inscrit        | 16 juillet 1968                  | Voir arrondissement de Coutances |
| Vieux château : la cheminée Renaissance au 1er étage | Montsenelle (Coigny)                                  | « PA00110371 », notice no PA00110371 | Classé         | 30 mars 1978                     | Voir arrondissement de Coutances |
| Église Notre-Dame | Morsalines                                            | « PA00132689 », notice no PA00132689 | Inscrit        | 25 janvier 1994                  | Voir arrondissement de Cherbourg |
| Collégiale Saint-Évroult | Mortain-Bocage (Mortain)                              | « PA00110522 », notice no PA00110522 | Classé         | 1840                             | Voir arrondissement d'Avranches  |
| Ancienne abbaye Blanche | Mortain-Bocage (Mortain)                              | « PA00110521 », notice no PA00110521 | Classé         | 3 avril 1920                     | Voir arrondissement d'Avranches  |
| Croix Saint-Martin | Mortain-Bocage (Notre-Dame-du-Touchet)                | « PA00110527 », notice no PA00110527 | Inscrit        | 12 avril 1939                    | Voir arrondissement d'Avranches  |
| Moulin | Négreville                                            | « PA00110524 », notice no PA00110524 | Inscrit        | 27 mai 1975                      | Voir arrondissement de Cherbourg |
| Château du Pont-Rilly | Négreville                                            | « PA00110523 », notice no PA00110523 | Inscrit        | 26 juillet 1985                  | Voir arrondissement de Cherbourg |
| Ancienne abbaye de Blanchelande | Neufmesnil                                            | « PA50000015 », notice no PA50000015 | Inscrit        | 27 novembre 2000                 | Voir arrondissement de Coutances |
| Château de Grandval | Neuville-au-Plain                                     | « PA00125301 », notice no PA00125301 | Inscrit        | 6 septembre 1993                 | Voir arrondissement de Cherbourg |
| Église Notre-Dame | Orglandes                                             | « PA00110530 », notice no PA00110530 | Inscrit        | 18 octobre 1971                  | Voir arrondissement de Cherbourg |
| Église Sainte-Hélène | Orval sur Sienne (Orval)                              | « PA00110531 », notice no PA00110531 | Classé         | 22 septembre 1914                | Voir arrondissement de Coutances |
| Fours à chaux du Petit Carrier | Orval sur Sienne (Orval)                              | « PA00125302 », notice no PA00125302 | Inscrit        | 22 mai 1989                      | Voir arrondissement de Coutances |
| Fours à chaux des Mulots | Orval sur Sienne (Orval)                              | « PA50000069 », notice no PA50000069 | Inscrit        | 11 septembre 2009                | Voir arrondissement de Coutances |
| Four à chaux de la Riotte | Orval sur Sienne (Orval)                              | « PA50000070 », notice no PA50000070 | Inscrit        | 11 septembre 2009                | Voir arrondissement de Coutances |
| Église Saint-Georges | Orval sur Sienne (Montchaton)                         | « PA00110458 », notice no PA00110458 | Inscrit        | 24 mars 1975                     | Voir arrondissement de Coutances |
| Temples protestants et cimetière | Percy-en-Normandie (Le Chefresne)                     | « PA50000047 », notice no PA50000047 | Inscrit        | 18 août 2006                     | Voir arrondissement de Saint-Lô  |
| Église Saint-Pierre | Périers                                               | « PA00110533 », notice no PA00110533 | Classé         | 1862                             | Voir arrondissement de Coutances |
| Clocher de l'église Sainte-Pétronille | La Pernelle                                           | « PA00110534 », notice no PA00110534 | Inscrit        | 5 mai 1975                       | Voir arrondissement de Cherbourg |
| Ancien poste de garde, actuelle mairie | La Pernelle                                           | « PA00110536 », notice no PA00110536 | Inscrit        | 5 mai 1975                       | Voir arrondissement de Cherbourg |
| Manoir d'Ourville | La Pernelle                                           | « PA00110535 », notice no PA00110535 | Inscrit        | 3 juillet 1975                   | Voir arrondissement de Cherbourg |
| Chapelle du Bon Sauveur | Picauville, Étienville                                | « PA50000043 », notice no PA50000043 « PA50000042 », notice no PA50000042 | Inscrit        | 3 mars 2006                      | Voir arrondissement de Cherbourg |
| Église Saint-Candide | Picauville                                            | « PA00110537 », notice no PA00110537 | Classé         | 10 février 1961                  | Voir arrondissement de Cherbourg |
| Château de l'Isle-Marie | Picauville                                            | « PA50000020 », notice no PA50000020 | Inscrit        | 13 septembre 2001                | Voir arrondissement de Cherbourg |
| Manoir de Saint-Marcouf | Pierreville                                           | « PA00110539 », notice no PA00110539 | Inscrit        | 6 mars 1964                      | Voir arrondissement de Cherbourg |
| Château de Pirou | Pirou                                                 | « PA00110540 », notice no PA00110540 | Inscrit        | 4 juillet 1968                   | Voir arrondissement de Coutances |
| Vieux pont sur la Sélune et poste de guet | Poilley,Ducey-Les Chéris(Ducey)                       | « PA00110542 », notice no PA00110542 « PA00110394 », notice no PA00110394 | Inscrit        | 19 août 1975                     | Voir arrondissement d'Avranches  |
| Abbaye de Montmorel : cloître | Poilley                                               | « PA00110541 », notice no PA00110541 | Classé         | 6 février 1980                   | Voir arrondissement d'Avranches  |
| Abbaye de Montmorel : logis abbatial, pont, portail, chambre du prieur, cheminée | Poilley                                               | « PA00110541 », notice no PA00110541 | Inscrit        | 6 février 1980                   | Voir arrondissement d'Avranches  |
| Abbaye de Montmorel : sols et système hydraulique, logis abbatial, borne | Poilley                                               | « PA00110541 », notice no PA00110541 | Inscrit        | 2 juillet 2007                   | Voir arrondissement d'Avranches  |
| Église Notre-Dame | Pontorson                                             | « PA00110543 », notice no PA00110543 | Classé         | 21 juillet 1881 ou 1889          | Voir arrondissement d'Avranches  |
| Hôtel Guischard de la Ménardière | Pontorson                                             | « PA00110544 », notice no PA00110544 | Inscrit        | 17 septembre 1937                | Voir arrondissement d'Avranches  |
| Prieuré d'Ardevon | Pontorson                                             | « PA00110546 », notice no PA00110546 | Inscrit        | 15 septembre 1937                | Voir arrondissement d'Avranches  |
| Prêche protestant | Pontorson                                             | « PA00110545 », notice no PA00110545 | Inscrit        | 4 mai 1988                       | Voir arrondissement d'Avranches  |
| Villa Bailleul | Pontorson                                             | « PA50000075 », notice no PA50000075 | Inscrit        | 30 septembre 2011                | Voir arrondissement d'Avranches  |
| Église Notre-Dame | Portbail                                              | « PA00110549 », notice no PA00110549 | Classé         | 10 juillet 1968                  | Voir arrondissement de Cherbourg |
| Vestiges du baptistère | Portbail                                              | « PA00110547 », notice no PA00110547 | Classé         | 1er juillet 1958                 | Voir arrondissement de Cherbourg |
| Cheminée Renaissance du manoir du Dick | Portbail                                              | « PA00110548 », notice no PA00110548 | Inscrit        | 10 novembre 1928                 | Voir arrondissement de Cherbourg |
| Église Saint-Vigor | Quettehou                                             | « PA00110552 », notice no PA00110552 | Classé         | 11 octobre 1971                  | Voir arrondissement de Cherbourg |
| Église Notre-Dame-et-Sainte-Agathe | Quettreville-sur-Sienne                               | « PA00110553 », notice no PA00110553 | Inscrit        | 21 octobre 1970                  | Voir arrondissement de Coutances |
| Manoir de Quettreville (manoir de Surcouf) | Quettreville-sur-Sienne                               | « PA50000087 », notice no PA50000087 | Inscrit        | 22 décembre 2016                 | Voir arrondissement de Coutances |
| Manoir des Marais | Quettreville-sur-Sienne (Hyenville)                   | « PA00110433 », notice no PA00110433 | Inscrit        | 7 avril 1975                     | Voir arrondissement de Coutances |
| Église Notre-Dame | Quinéville                                            | « PA00110554 », notice no PA00110554 | Inscrit        | 9 juillet 1927                   | Voir arrondissement de Cherbourg |
| Grande cheminée | Quinéville                                            | « PA50000018 », notice no PA50000018 | Classé         | 1862                             | Voir arrondissement de Cherbourg |
| Manoir de Garnetot | Rauville-la-Place                                     | « PA00110555 », notice no PA00110555 | Inscrit        | 5 décembre 1979                  | Voir arrondissement de Cherbourg |
| Ancienne redoute | Ravenoville                                           | « PA00110672 », notice no PA00110672 | Inscrit        | 14 septembre 1992                | Voir arrondissement de Cherbourg |
| Clocher de l'église Notre-Dame | Regnéville-sur-Mer                                    | « PA00110556 », notice no PA00110556 | Inscrit        | 14 mai 1937                      | Voir arrondissement de Coutances |
| Manoir de Crux | Regnéville-sur-Mer                                    | « PA00110557 », notice no PA00110557 | Inscrit        | 20 mai 1975                      | Voir arrondissement de Coutances |
| Ancien lavoir | Regnéville-sur-Mer                                    | « PA00110653 », notice no PA00110653 | Inscrit        | 1er décembre 1989                | Voir arrondissement de Coutances |
| Château | Regnéville-sur-Mer                                    | « PA00110652 », notice no PA00110652 | Inscrit        | 1er décembre 1989                | Voir arrondissement de Coutances |
| Château : ruines du donjon et la Haute Cour | Regnéville-sur-Mer                                    | « PA00110652 », notice no PA00110652 | Classé         | 13 septembre 1991                | Voir arrondissement de Coutances |
| Fours à chaux du Rey | Regnéville-sur-Mer                                    | « PA00110658 », notice no PA00110658 | Inscrit        | 26 août 1991                     | Voir arrondissement de Coutances |
| Manoir de la Cour | Reigneville-Bocage                                    | « PA00135511 », notice no PA00135511 | Inscrit        | 2 octobre 1995                   | Voir arrondissement de Cherbourg |
| Ruines du château de Montfort | Remilly Les Marais (Remilly-sur-Lozon)                | « PA00110558 », notice no PA00110558 | Inscrit        | 29 décembre 1978                 | Voir arrondissement de Saint-Lô  |
| Butte Saint-Clair | Remilly Les Marais (Le Mesnil-Vigot)                  | « PA00110453 », notice no PA00110453 | Classé         | 2 septembre 1979                 | Voir arrondissement de Saint-Lô  |
| Église Saint-Martin | Réville                                               | « PA00110559 », notice no PA00110559 | Classé         | 29 janvier 1923                  | Voir arrondissement de Cherbourg |
| Ancienne redoute | Réville                                               | « PA00110673 », notice no PA00110673 | Inscrit        | 6 juillet 1992                   | Voir arrondissement de Cherbourg |
| Château | Réville                                               | « PA50000004 », notice no PA50000004 | Inscrit        | 5 septembre 1997                 | Voir arrondissement de Cherbourg |
| Chapelle Saint-Éloi | Réville                                               | « PA50000003 », notice no PA50000003 | Inscrit        | 23 octobre 1997                  | Voir arrondissement de Cherbourg |
| Logis du manoir de la Crasvillerie | Réville                                               | « PA50000092 », notice no PA50000092 | Inscrit        | 7 octobre 2019                   | Voir arrondissement de Cherbourg |
| Allée couverte de la petite Roche | Rocheville                                            | « PA00110560 », notice no PA00110560 | Classé         | 12 février 1906                  | Voir arrondissement de Cherbourg |
| Manoir de Cléville | Le Rozel                                              | « PA00110561 », notice no PA00110561 | Inscrit        | 18 octobre 1979                  | Voir arrondissement de Cherbourg |
| Château du Rozel | Le Rozel                                              | « PA50000037 », notice no PA50000037 | Inscrit        | 14 septembre 2005                | Voir arrondissement de Cherbourg |
| Site paléolithique du Rozel ou site paléolithique du Pou | Le Rozel                                              | « PA50000105 », notice no PA50000105 | Inscrit        | 5 avril 2023                     | Voir arrondissement de Cherbourg |
| Église Saint-Martin et cimetière | Sacey                                                 | « PA00110562 », notice no PA00110562 | Inscrit        | 30 juillet 1947                  | Voir arrondissement d'Avranches  |
| Chapelle Notre-Dame-de-Pitié (château) | Sacey                                                 | « PA00110664 », notice no PA00110664 | Inscrit        | 31 mars 1992                     | Voir arrondissement d'Avranches  |
| Église Saint-Symphorien de Saint-Symphorien-les-Buttes | Saint-Amand-Villages] (Saint-Amand)                   | « PA00125303 », notice no PA00125303 | Inscrit        | 6 septembre 1993                 | Voir arrondissement de Saint-Lô  |
| Église Saint-Aubin | Saint-Aubin-des-Préaux                                | « PA00110563 », notice no PA00110563 | Inscrit        | 9 juin 1971                      | Voir arrondissement d'Avranches  |
| Manoir de Dougeru et le colombier | Saint-Aubin-de-Terregatte                             | « PA00110659 », notice no PA00110659 | Inscrit        | 29 mars 1991                     | Voir arrondissement d'Avranches  |
| Manoir de la Barguignerie : logis du XVIe, façades et toitures de l'aile est et des communs | Saint-Christophe-du-Foc                               | « PA00132690 », notice no PA00132690 | Inscrit        | 3 octobre 1994                   | Voir arrondissement de Cherbourg |
| Pierre Saint-Martin | Saint-Cyr-du-Bailleul                                 | « PA00110566 », notice no PA00110566 | Classé         | 5 décembre 1977                  | Voir arrondissement d'Avranches  |
| Église priorale et cimetière | Saint-Fromond                                         | « PA50000030 », notice no PA50000030 | Inscrit        | 23 novembre 2004                 | Voir arrondissement de Saint-Lô  |
| Château de la Brisette | Saint-Germain-de-Tournebut                            | « PA00110568 », notice no PA00110568 | Inscrit        | 16 avril 1975                    | Voir arrondissement de Cherbourg |
| Église Saint-Germain | Saint-Germain-le-Gaillard                             | « PA00110570 », notice no PA00110570 | Classé         | 1er août 1966                    | Voir arrondissement de Cherbourg |
| Manoir du But et son moulin | Saint-Germain-le-Gaillard                             | « PA00110571 », notice no PA00110571 | Inscrit        | 18 octobre 1983                  | Voir arrondissement de Cherbourg |
| Église Saint-Germain et cimetière | Saint-Germain-sur-Ay                                  | « PA00110572 », notice no PA00110572 | Inscrit        | 12 août 1946                     | Voir arrondissement de Coutances |
| « Chapelle » de l'ancien corps de garde | Saint-Germain-sur-Ay                                  | « PA00110665 », notice no PA00110665 | Inscrit        | 23 avril 1992                    | Voir arrondissement de Coutances |
| Restes du château | Saint-Germain-sur-Sèves                               | « PA00110573 », notice no PA00110573 | Inscrit        | 13 décembre 1950                 | Voir arrondissement de Coutances |
| Tour de l'ancienne église Saint-Hilaire | Saint-Hilaire-du-Harcouët                             | « PA00110574 », notice no PA00110574 | Classé         | 23 avril 1921                    | Voir arrondissement d'Avranches  |
| Manoir du Jardin | Saint-Hilaire-du-Harcouët                             | « PA00110575 », notice no PA00110575 | Inscrit        | 27 décembre 1974                 | Voir arrondissement d'Avranches  |
| Manoir de Gonneville : façades et toitures, cheminées, pigeonnier | Saint-Jacques-de-Néhou                                | « PA00110576 », notice no PA00110576 | Inscrit        | 29 août 1977                     | Voir arrondissement de Cherbourg |
| Château de la Paluelle | Saint-James                                           | « PA00110577 », notice no PA00110577 | Inscrit        | 30 janvier 1967                  | Voir arrondissement d'Avranches  |
| Pierre Saint-Benoit | Saint-James                                           | « PA00110578 », notice no PA00110578 | Classé         | 5 décembre 1977                  | Voir arrondissement d'Avranches  |
| Chapelle Sainte-Barbe et manoir de Carnet | Saint-James (Carnet)                                  | « PA00110656 », notice no PA00110656 | Inscrit        | 17 décembre 1990                 | Voir arrondissement d'Avranches  |
| Château de Boucéel | Saint-James (Vergoncey)                               | « PA00110638 », notice no PA00110638 | Inscrit        | 30 décembre 1986                 | Voir arrondissement d'Avranches  |
| Église Saint-Jean-Baptiste | Saint-Jean-d'Elle (Saint-Jean-des-Baisants)           | « PA50000038 », notice no PA50000038 | Inscrit        | 15 décembre 2005                 | Voir arrondissement de Saint-Lô  |
| Église Saint-Léger | Saint-Jean-des-Champs                                 | « PA00132691 », notice no PA00132691 | Inscrit        | 16 mai 1994                      | Voir arrondissement d'Avranches  |
| Château du Pont-Roger | Saint-Jean-des-Champs                                 | « PA00110579 », notice no PA00110579 | Inscrit        | 13 février 1975                  | Voir arrondissement d'Avranches  |
| Église Saint-Jean-Baptiste | Saint-Jean-le-Thomas                                  | « PA00110580 », notice no PA00110580 | Inscrit        | 8 juin 1967                      | Voir arrondissement d'Avranches  |
| Hôpital mémorial France-États-Unis | Saint-Lô                                              | « PA50000056 », notice no PA50000056 | Classé         | 24 septembre 2008                | Voir arrondissement de Saint-Lô  |
| Église Notre-Dame de Saint-Lô | Saint-Lô                                              | « PA00110582 », notice no PA00110582 | Classé         | 1840                             | Voir arrondissement de Saint-Lô  |
| Ensemble préfectoral de la Manche | Saint-Lô                                              | « PA50000091 », notice no PA50000091 | Inscrit        | 6 décembre 2019                  | Voir arrondissement de Saint-Lô  |
| Maison, 11 rue Thiers (détruite) | Saint-Lô                                              | « PA00110584 », notice no PA00110584 | Inscrit        | 3 octobre 1929                   | Voir arrondissement de Saint-Lô  |
| Remparts | Saint-Lô                                              | « PA00110587 », notice no PA00110587 | Inscrit        | 12 décembre 1945                 | Voir arrondissement de Saint-Lô  |
| Poterne, rue de la poterne | Saint-Lô                                              | « PA00110586 », notice no PA00110586 | Inscrit        | 22 octobre 1937                  | Voir arrondissement de Saint-Lô  |
| Manoir du Bosdel | Saint-Lô                                              | « PA00110585 », notice no PA00110585 | Inscrit        | 1er avril 1946                   | Voir arrondissement de Saint-Lô  |
| Château de la Vaucelle : pigeonnier, le mur à créneaux nord | Saint-Lô                                              | « PA00110581 », notice no PA00110581 | Inscrit        | 11 juillet 1975                  | Voir arrondissement de Saint-Lô  |
| Chapelle de la Madeleine | Saint-Lô                                              | « PA00110583 », notice no PA00110583 | Inscrit        | 3 septembre 1974                 | Voir arrondissement de Saint-Lô  |
| Haras national | Saint-Lô                                              | « PA00125304 », notice no PA00125304 | Inscrit        | 18 février 1993                  | Voir arrondissement de Saint-Lô  |
| Ensemble architectural de l'hôtel de ville, du beffroi et de la halle | Saint-Lô                                              | « PA50000089 », notice no PA50000089 | Inscrit        | 13 août 2018                     | Voir arrondissement de Saint-Lô  |
| Ensemble architectural du théâtre et de la salle des fêtes | Saint-Lô                                              | « PA50000090 », notice no PA50000090 | Inscrit        | 13 août 2018                     | Voir arrondissement de Saint-Lô  |
| Manoir du Parc | Saint-Lô-d'Ourville                                   | « PA50000016 », notice no PA50000016 | Inscrit        | 27 novembre 2000                 | Voir arrondissement de Cherbourg |
| Église Saint-Loup | Saint-Loup                                            | « PA00110588 », notice no PA00110588 | Classé         | 25 avril 1921                    | Voir arrondissement d'Avranches  |
| Manoir | Saint-Malo-de-la-Lande                                | « PA50000029 », notice no PA50000029 | Inscrit        | 1er septembre 2004               | Voir arrondissement de Coutances |
| Crypte de l'église Saint-Marcouf | Saint-Marcouf                                         | « PA00110589 », notice no PA00110589 | Classé         | 21 mai 1906                      | Voir arrondissement de Cherbourg |
| Église Saint-Marcouf | Saint-Marcouf                                         | « PA00110589 », notice no PA00110589 | Inscrit        | 22 novembre 2007                 | Voir arrondissement de Cherbourg |
| Fortifications des îles Saint-Marcouf | Saint-Marcouf                                         | « PA50000084 », notice no PA50000084 | Inscrit Classé | 21 décembre 2015 25 janvier 2017 | Voir arrondissement de Cherbourg |
| Église Saint-Martin | Saint-Martin-de-Bonfossé                              | « PA00132899 », notice no PA00132899 | Inscrit        | 21 décembre 1994                 | Voir arrondissement de Saint-Lô  |
| Ferme de Bonfossé | Saint-Martin-de-Bonfossé                              | « PA50000025 », notice no PA50000025 | Inscrit        | 25 février 2003                  | Voir arrondissement de Saint-Lô  |
| Église Saint-Pair | Saint-Pair-sur-Mer                                    | « PA00110594 », notice no PA00110594 | Inscrit        | 25 février 1928                  | Voir arrondissement d'Avranches  |
| Église Saint-Pierre | Saint-Pierre-de-Semilly                               | « PA00110597 », notice no PA00110597 | Inscrit        | 9 juillet 1927                   | Voir arrondissement de Saint-Lô  |
| Château | Saint-Pierre-de-Semilly                               | « PA00110596 », notice no PA00110596 | Inscrit        | 19 décembre 1944                 | Voir arrondissement de Saint-Lô  |
| Château | Saint-Pierre-Église                                   | « PA00110598 », notice no PA00110598 | Inscrit        | 6 janvier 1930                   | Voir arrondissement de Cherbourg |
| Château : portail d'entrée, pavillons d'entrée, cour d'honneur, parterres | Saint-Pierre-Église                                   | « PA00110598 », notice no PA00110598 | Inscrit        | 28 septembre 1970                | Voir arrondissement de Cherbourg |
| Prieuré de l'Oiselière | Saint-Planchers                                       | « PA00110654 », notice no PA00110654 | Inscrit        | 27 novembre 1989                 | Voir arrondissement d'Avranches  |
| Château | Saint-Pois                                            | « PA00110599 », notice no PA00110599 | Inscrit        | 24 mai 1974                      | Voir arrondissement d'Avranches  |
| Église Sainte-Trinité : bas-relief au Christ de Majesté (extérieur) | Saint-Sauveur-de-Pierrepont                           | « PA00110538 », notice no PA00110538 | Inscrit        | 7 octobre 1935                   | Voir arrondissement de Coutances |
| Ancienne église Saint-Sauveur : chœur | Saint-Sauveur-de-Pierrepont                           | « PA00110538 », notice no PA00110538 | Inscrit        | 19 avril 1946                    | Voir arrondissement de Coutances |
| Abbaye : église | Saint-Sauveur-le-Vicomte                              | « PA00110602 », notice no PA00110602 | Classé         | 1840                             | Voir arrondissement de Cherbourg |
| Abbaye : maison mère et la Gloriette | Saint-Sauveur-le-Vicomte                              | « PA00110602 », notice no PA00110602 | Inscrit        | 29 novembre 1945                 | Voir arrondissement de Cherbourg |
| Château | Saint-Sauveur-le-Vicomte                              | « PA00110603 », notice no PA00110603 | Classé         | 1840                             | Voir arrondissement de Cherbourg |
| Maison familiale de Jules Barbey d'Aurevilly | Saint-Sauveur-le-Vicomte                              | « PA00110604 », notice no PA00110604 | Inscrit        | 25 septembre 1985                | Voir arrondissement de Cherbourg |
| Église : clocher | Saint-Sauveur-Lendelin                                | « PA00110600 », notice no PA00110600 | Inscrit        | 5 mai 1975                       | Voir arrondissement de Coutances |
| Manoir du Grand Taute : façades et toitures, grande salle | Saint-Sauveur-Lendelin                                | « PA00110601 », notice no PA00110601 | Inscrit        | 11 août 1975                     | Voir arrondissement de Coutances |
| Manoir du Grand Taute : logis, pressoir, boulangerie, écuries, grange, pièce d'eau et douves, ancien jardin | Saint-Sauveur-Lendelin                                | « PA00110601 », notice no PA00110601 | Inscrit        | 4 juin 1993                      | Voir arrondissement de Coutances |
| Île de Tatihou : fort, ancienne chapelle, casernement de 1818, vestiges du mur de défense littoral et de l'enceinte gazonnée, maison du douanier, lazaret-muséum, autres bâtiments antérieurs à 1925, fort de l'îlet | Saint-Vaast-la-Hougue                                 | « PA00110608 », notice no PA00110608 | Classé         | 10 avril 2008                    | Voir arrondissement de Cherbourg |
| Île de Tatihou : vestiges du mur de défense littoral et de l'enceinte, maison du douanier, lazaret, château de mer, ancien bâtiment de la pompe rotative, port                                                       | Saint-Vaast-la-Hougue                                 | « PA00110608 », notice no PA00110608 | Inscrit        | 21 décembre 2007                 | Voir arrondissement de Cherbourg |
| Tour de la Hougue | Saint-Vaast-la-Hougue                                 | « PA00110608 », notice no PA00110608 | Classé         | 2 octobre 1929                   | Voir arrondissement de Cherbourg |
| Fort de la Hougue | Saint-Vaast-la-Hougue                                 | « PA50000085 », notice no PA50000085 | Classé         | 20 novembre 2015                 | Voir arrondissement de Cherbourg |
| Chapelle des marins | Saint-Vaast-la-Hougue                                 | « PA00110607 », notice no PA00110607 | Inscrit        | 18 novembre 1952                 | Voir arrondissement de Cherbourg |
| Manoir d'Arville | Sainte-Geneviève                                      | « PA00110567 », notice no PA00110567 | Inscrit        | 18 décembre 1981                 | Voir arrondissement de Cherbourg |
| Église Notre-Dame | Sainte-Marie-du-Mont                                  | « PA00110591 », notice no PA00110591 | Classé         | 1840                             | Voir arrondissement de Cherbourg |
| Église Notre-Dame : sol de la place | Sainte-Marie-du-Mont                                  | « PA00110591 », notice no PA00110591 | Classé         | 1948                             | Voir arrondissement de Cherbourg |
| Château de l'Islet | Sainte-Marie-du-Mont                                  | « PA00110590 », notice no PA00110590 | Inscrit        | 8 février 1984                   | Voir arrondissement de Cherbourg |
| Musée de l'Occupation | Sainte-Marie-du-Mont                                  | « PA50000088 », notice no PA50000088 | Inscrit        | 1er mars 2017                    | Voir arrondissement de Cherbourg |
| Ancienne redoute d'Audouville | Sainte-Marie-du-Mont                                  | « PA00110674 », notice no PA00110674 | Inscrit        | 23 juin 1992                     | Voir arrondissement de Cherbourg |
| Église Notre-Dame-de-l'Assomption | Sainte-Mère-Église                                    | « PA00110593 », notice no PA00110593 | Classé         | 1840                             | Voir arrondissement de Cherbourg |
| Église Saint-Brice | Sainte-Mère-Église (Beuzeville-au-Plain)              | « PA00110337 », notice no PA00110337 | Inscrit        | 28 février 1967                  | Voir arrondissement de Cherbourg |
| Château de Beuzeville | Sainte-Mère-Église (Beuzeville-au-Plain)              | « PA50000035 », notice no PA50000035 | Inscrit        | 25 août 2005                     | Voir arrondissement de Cherbourg |
| Église Sainte-Colombe | Sainte-Mère-Église (Chef-du-Pont)                     | « PA00110363 », notice no PA00110363 | Inscrit        | 25 février 1958                  | Voir arrondissement de Cherbourg |
| Église Sainte-Suzanne | Sainte-Suzanne-sur-Vire                               | « PA00110605 », notice no PA00110605 | Classé         | 3 mars 1931                      | Voir arrondissement de Saint-Lô  |
| Logis de Bréquigny | Sartilly-Baie-Bocage (Sartilly)                       | « PA001106 », notice no PA001106 | Inscrit        | 1er janvier 1980                 | Voir arrondissement d'Avranches  |
| Colombier du manoir d'Argences | Saussey                                               | « PA50000021 », notice no PA50000021 | Inscrit        | 16 juillet 2001                  | Voir arrondissement de Coutances |
| Église : peintures murales du XVIe | Savigny                                               | « PA00110610 », notice no PA00110610 | Classé         | 1905                             | Voir arrondissement de Coutances |
| Église : totalité | Savigny                                               | « PA00110610 », notice no PA00110610 | Inscrit        | 1970                             | Voir arrondissement de Coutances |
| Abbaye de Savigny | Savigny-le-Vieux                                      | « PA00110611 », notice no PA00110611 | Classé         | 1924                             | Voir arrondissement d'Avranches  |
| Église Saint-Pierre-et-Saint-Paul | Sébeville                                             | « PA00110387 », notice no PA00110387 | Inscrit        | 14 octobre 1970                  | Voir arrondissement de Cherbourg |
| Château (façades et toitures) | Sébeville                                             | « PA00110386 », notice no PA00110386 | Classé         | 31 juillet 1979                  | Voir arrondissement de Cherbourg |
| Château (trois cheminées, façades et toitures de la partie ancienne avec arcades des communs) | Sébeville                                             | « PA00110386 », notice no PA00110386 | Inscrit        | 31 juillet 1979                  | Voir arrondissement de Cherbourg |
| Église Saint-Martin et le calvaire | Servon                                                | « PA00110612 », notice no PA00110612 | Inscrit        | 1975                             | Voir arrondissement d'Avranches  |
| Église Notre-Dame-de-l'Assomption | Sortosville                                           | « PA00110613 », notice no PA00110613 | Inscrit        | 1971                             | Voir arrondissement de Cherbourg |
| Chapelle Sainte-Suzanne de l'abbaye | Sottevast                                             | « PA00110614 », notice no PA00110614 | Inscrit        | 1973                             | Voir arrondissement de Cherbourg |
| Château : façades et toitures | Sotteville                                            | « PA00110615 », notice no PA00110615 | Inscrit        | 12 octobre 1964                  | Voir arrondissement de Cherbourg |
| Château : pavillon nord-est, ferme, parc et potager, avenues | Sotteville                                            | « PA00110615 », notice no PA00110615 | Inscrit        | 21 décembre 2000                 | Voir arrondissement de Cherbourg |
| Château : cheminées, colombiers, boulangerie, communs | Sotteville                                            | « PA00110615 », notice no PA00110615 | Classé         | 13 février 2002                  | Voir arrondissement de Cherbourg |
| Château : corps du logis | Sotteville                                            | « PA00110615 », notice no PA00110615 | Inscrit        | 13 février 2002                  | Voir arrondissement de Cherbourg |
| Chapelle Sainte-Ergoueffe | Surtainville                                          | « PA00125305 », notice no PA00125305 | Inscrit        | 2 février 1993                   | Voir arrondissement de Cherbourg |
| Église Notre-Dame-de-l'Assomption | Tamerville                                            | « PA00110616 », notice no PA00110616 | Classé         | 19 mai 1906                      | Voir arrondissement de Cherbourg |
| Domaine de Chiffrevast : château et bâtiments du parc sauf l'ancienne laiterie, cour d'honneur, douves, portes d'entrée, murs de clôture du potager, décor architectural du parc hors statues et vases inscrits      | Tamerville                                            | « PA00125306 », notice no PA00125306 | Classé         | 18 mars 1996                     | Voir arrondissement de Cherbourg |
| Domaine de Chiffrevast : potager, parc | Tamerville                                            | « PA00125306 », notice no PA00125306 | Inscrit        | 26 octobre 1993                  | Voir arrondissement de Cherbourg |
| Manoir de la Sainte-Yverie | Tamerville                                            | « PA00110617 », notice no PA00110617 | Inscrit        | 30 décembre 1986                 | Voir arrondissement de Cherbourg |
| Église Saint-Patrice | Le Teilleul                                           | « PA50000044 », notice no PA50000044 | Inscrit        | 2006                             | Voir arrondissement d'Avranches  |
| Château Le Castel | Thèreval (Hébécrevon)                                 | « PA00110430 », notice no PA00110430 | Inscrit        | 1er avril 1946                   | Voir arrondissement de Saint-Lô  |
| Château de La Roque | Thèreval (Hébécrevon)                                 | « PA00110431 », notice no PA00110431 | Inscrit        | 1er avril 1946                   | Voir arrondissement de Saint-Lô  |
| Château de Tocqueville : façade orientale du XVIIIe s. et toitures | Tocqueville                                           | « PA00110618 », notice no PA00110618 | Classé         | 17 août 1979                     | Voir arrondissement de Cherbourg |
| Château de Tocqueville : façades et toitures, escalier et chartrier, bibliothèque d'Alexis de Tocqueville, portail d'entrée, communs                                                                                 | Tocqueville                                           | « PA00110618 », notice no PA00110618 | Classé         | 17 décembre 1993                 | Voir arrondissement de Cherbourg |
| Château de Tocqueville : reste de l'édifice, hall d'entrée, salons, ancienne chambre d'Alexis de Tocqueville | Tocqueville                                           | « PA00110618 », notice no PA00110618 | Inscrit        | 27 juin 1955                     | Voir arrondissement de Cherbourg |
| Château de Tocqueville : reste de l'édifice, hall d'entrée, salons, ancienne chambre d'Alexis de Tocqueville | Tocqueville                                           | « PA00110618 », notice no PA00110618 | Inscrit        | 24 septembre 1965                | Voir arrondissement de Cherbourg |
| Château de Tocqueville : parc | Tocqueville                                           | « PA00110618 », notice no PA00110618 | Inscrit        | 30 octobre 2000                  | Voir arrondissement de Cherbourg |
| Église Saint-Martin | Tollevast                                             | « PA00110619 », notice no PA00110619 | Classé         | 24 février 1956                  | Voir arrondissement de Cherbourg |
| Château des Matignon | Torigny-les-Villes (Torigni-sur-Vire)                 | « PA00110620 », notice no PA00110620 | Classé         | 1840                             | Voir arrondissement de Saint-Lô  |
| Statue du maréchal de Tourville | Tourville-sur-Sienne                                  | « PA50000055 », notice no PA50000055 | Inscrit        | 18 juillet 2006                  | Voir arrondissement de Coutances |
| Manoir de Métot | Tréauville                                            | « PA00110622 », notice no PA00110622 | Inscrit        | 12 mai 1975                      | Voir arrondissement de Cherbourg |
| Église Notre-Dame | Turqueville                                           | « PA00110388 », notice no PA00110388 | Classé         | 27 août 2010                     | Voir arrondissement de Cherbourg |
| Église Saint-Julien et la croix de pierre du cimetière | Urville                                               | « PA50000005 », notice no PA50000005 | Inscrit        | 28 octobre 1997                  | Voir arrondissement de Cherbourg |
| Manoir d'Urville | Urville                                               | « PA50000006 », notice no PA50000006 | Inscrit        | 28 octobre 1997                  | Voir arrondissement de Cherbourg |
| Prieuré de Saint-Léonard : mur d'enceinte et enclos | Vains                                                 | « PA00110625 », notice no PA00110625 | Inscrit        | 8 janvier 1970                   | Voir arrondissement d'Avranches  |
| Prieuré de Saint-Léonard : église | Vains                                                 | « PA00110625 », notice no PA00110625 | Classé         | 6 janvier 1970                   | Voir arrondissement d'Avranches  |
| Manoir de Vains | Vains                                                 | « PA00132900 », notice no PA00132900 | Inscrit        | 27 décembre 1994                 | Voir arrondissement d'Avranches  |
| Thermes antiques d'Alauna | Valognes                                              | « PA00110633 », notice no PA00110633 | Classé         | 1862                             | Voir arrondissement de Cherbourg |
| Hospice et chapelle (ancienne abbaye) | Valognes                                              | « PA00110628 », notice no PA00110628 | Inscrit        | 7 mai 1937                       | Voir arrondissement de Cherbourg |
| Église Saint-Malo | Valognes                                              | « PA00110627 », notice no PA00110627 | Classé         | 5 août 1920                      | Voir arrondissement de Cherbourg |
| Église Notre-Dame d'Alleaume | Valognes                                              | « PA00125307 », notice no PA00125307 | Inscrit        | 18 mars 1993                     | Voir arrondissement de Cherbourg |
| Maison du Grand Quartier | Valognes                                              | « PA00110632 », notice no PA00110632 | Inscrit        | 17 juin 1975                     | Voir arrondissement de Cherbourg |
| Hôtel de Beaumont | Valognes                                              | « PA00110629 », notice no PA00110629 | Inscrit        | 4 novembre 1927                  | Voir arrondissement de Cherbourg |
| Hôtel de Beaumont (façades, toitures, escalier intérieur, salle à manger, salon, murs de soutènement du jardin et balustrade)                                                                                        | Valognes                                              | « PA00110629 », notice no PA00110629 | Classé         | 31 décembre 1979                 | Voir arrondissement de Cherbourg |
| Tourelle de l'ancien château (disparue) | Valognes                                              | « PA00110626 », notice no PA00110626 | Inscrit        | 13 mai 1937                      | Voir arrondissement de Cherbourg |
| Hôtel de Grandval-Caligny | Valognes                                              | « PA00110630 », notice no PA00110630 | Inscrit        | 21 septembre 1982                | Voir arrondissement de Cherbourg |
| Hôtel de Blangy | Valognes                                              | « PA00125308 », notice no PA00125308 | Inscrit        | 6 septembre 1993                 | Voir arrondissement de Cherbourg |
| Hôtel de Thieuville | Valognes                                              | « PA00110631 », notice no PA00110631 | Inscrit        | 2 mars 1979                      | Voir arrondissement de Cherbourg |
| Hôtel Anneville du Vast | Valognes                                              | « PA50000076 », notice no PA50000076 | Inscrit        | 5 septembre 2012                 | Voir arrondissement de Cherbourg |
| Hôtel de Carmesnil | Valognes                                              | « PA50000077 », notice no PA50000077 | Inscrit        | 14 novembre 2012                 | Voir arrondissement de Cherbourg |
| Hôtel du Louvre | Valognes                                              | « PA50000078 », notice no PA50000078 | Inscrit        | 26 avril 2012                    | Voir arrondissement de Cherbourg |
| Hôtel Dorléans | Valognes                                              | « PA50000079 », notice no PA50000079 | Inscrit        | 6 juin 2012                      | Voir arrondissement de Cherbourg |
| Hôtel d'Eu ou hôtel de Camprond | Valognes                                              | « PA50000080 », notice no PA50000080 | Inscrit        | 26 septembre 2012                | Voir arrondissement de Cherbourg |
| Parc du château de la Germonière | Le Vast                                               | « PA50000059 », notice no PA50000059 | Inscrit        | 28 mars 2008                     | Voir arrondissement de Cherbourg |
| Église Saint-Pierre | Vesly                                                 | « PA00110639 », notice no PA00110639 | Classé         | 12 décembre 1996                 | Voir arrondissement de Coutances |
| Manoir de Bricquebost | Vesly                                                 | « PA50000022 », notice no PA50000022 | Inscrit        | 5 mars 2001                      | Voir arrondissement de Coutances |
| Parc du château de Pépinvast : sellerie, lavoir et terrasse avec ses murs de soutènement | Le Vicel                                              | « PA00110677 », notice no PA00110677 | Inscrit        | 20 novembre 1992                 | Voir arrondissement de Cherbourg |
| Église | Vicq-sur-Mer (Néville-sur-Mer)                        | « PA00110525 », notice no PA00110525 | Inscrit        | 7 mars 1975                      | Voir arrondissement de Cherbourg |
| Manoir de Herclat | Vicq-sur-Mer (Néville-sur-Mer)                        | « PA00110526 », notice no PA00110526 | Inscrit        | 18 février 1975                  | Voir arrondissement de Cherbourg |
| Église | Vicq-sur-Mer (Gouberville)                            | « PA00110413 », notice no PA00110413 | Inscrit        | 7 avril 1975                     | Voir arrondissement de Cherbourg |
| Tumulus de la Butte | Vierville                                             | « PA00110641 », notice no PA00110641 | Classé         | 21 novembre 1974                 | Voir arrondissement de Cherbourg |
| Château | Vierville                                             | « PA50000007 », notice no PA50000007 | Inscrit        | 24 novembre 1997                 | Voir arrondissement de Cherbourg |
| Église Notre-Dame | Villedieu-les-Poêles-Rouffigny (Villedieu-les-Poêles) | « PA00110642 », notice no PA00110642 | Classé         | 27 décembre 1979                 | Voir arrondissement de Saint-Lô  |
| Cour du Foyer | Villedieu-les-Poêles-Rouffigny (Villedieu-les-Poêles) | « PA00110643 », notice no PA00110643 | Inscrit        | 1er août 1975                    | Voir arrondissement de Saint-Lô  |
| Ancienne commanderie d'Hospitaliers de Saint-Jean-de-Jérusalem | Villedieu-les-Poêles-Rouffigny (Villedieu-les-Poêles) | « PA50000093 », notice no PA50000093 | Inscrit        | 11 mars 2021                     | Voir arrondissement de Saint-Lô  |
| Église Saint-Georges | Yvetot-Bocage                                         | « PA00110645 », notice no PA00110645 | Classé         | 27 décembre 1973                 | Voir arrondissement de Cherbourg |
| Château de Servigny | Yvetot-Bocage                                         | « PA00110644 », notice no PA00110644 | Inscrit        | 7 novembre 1979                  | Voir arrondissement de Cherbourg |